# طبيعة

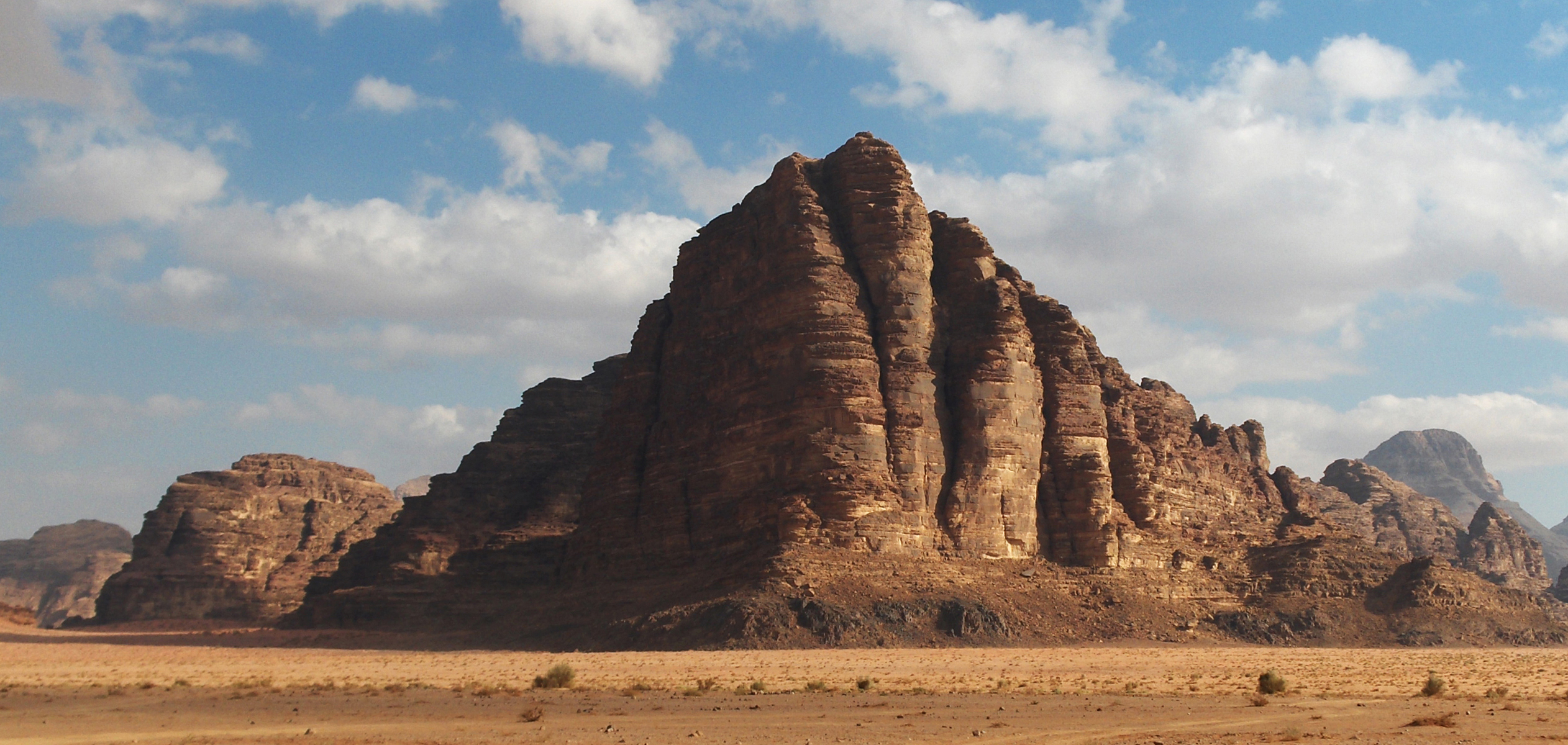
صخرة أعمدة الحكمة السبعة في وادي رم بالأردن.

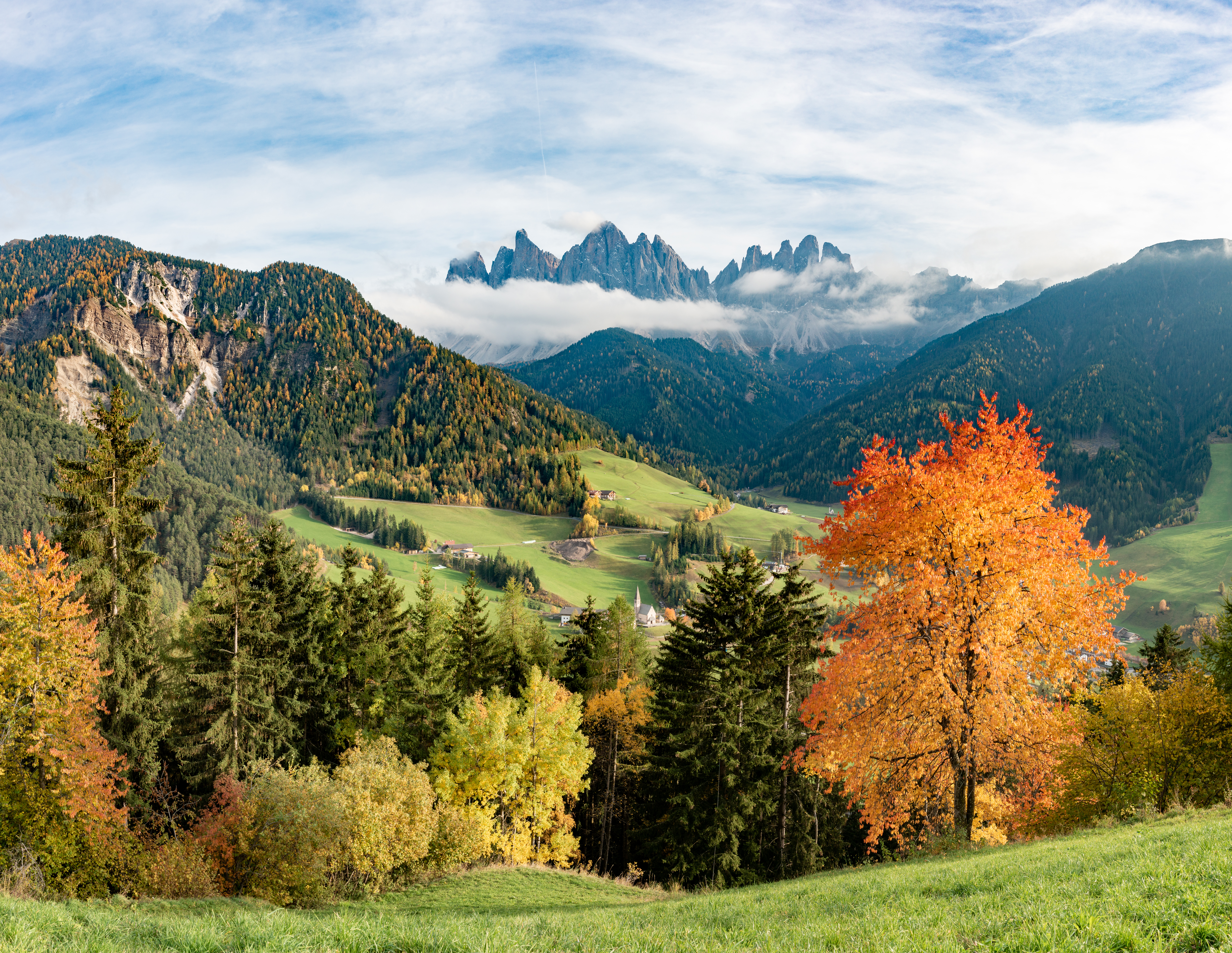
قمم غايزلر في جبال الألب جنوب مدينة تيرول بالنمسا.

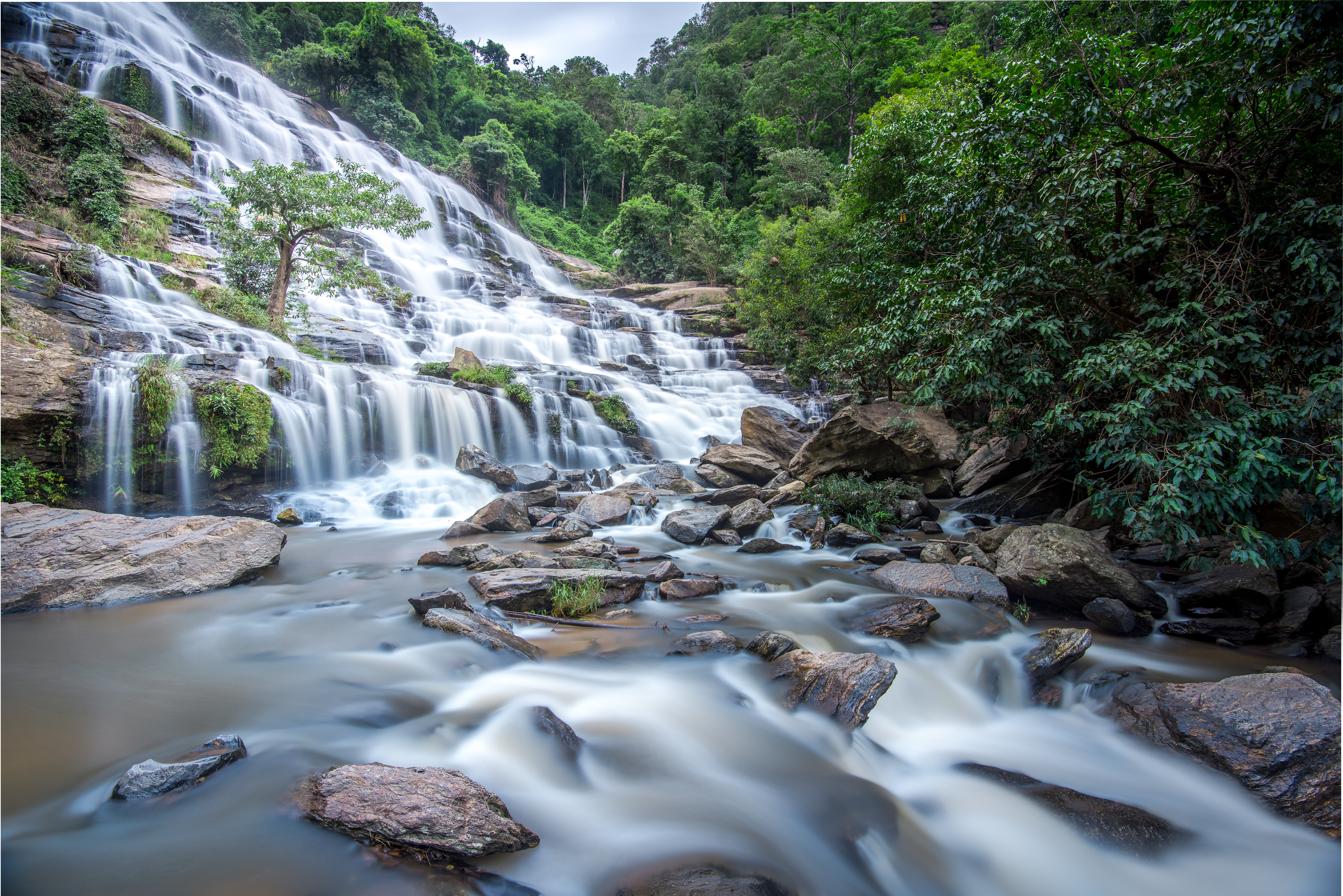
شلال في حديقة دوي إنثانون الوطنية شمال تايلندا.

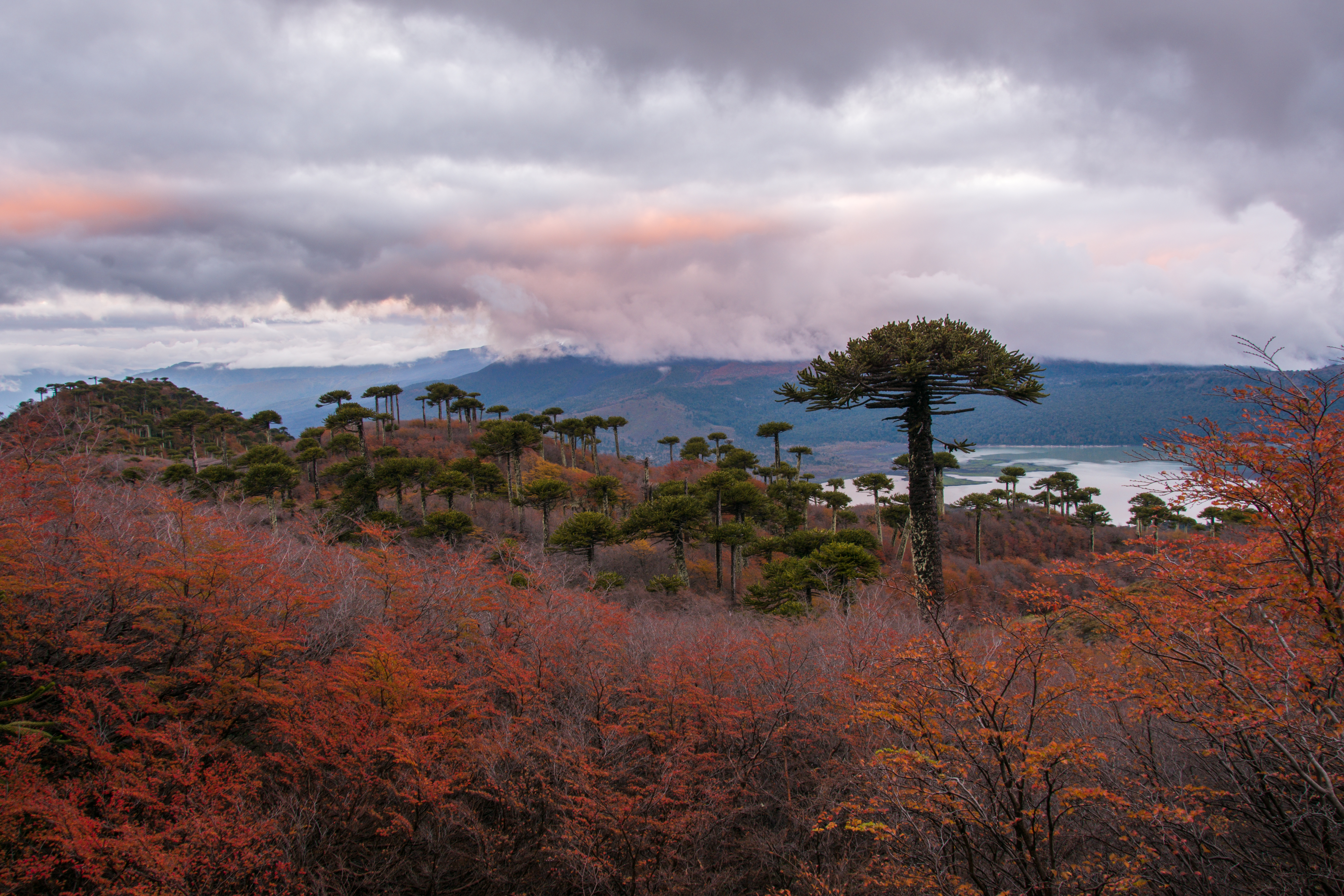
حديقة كونغويليو الوطنية في جبال الأنديز شرق دولة تشيلي.

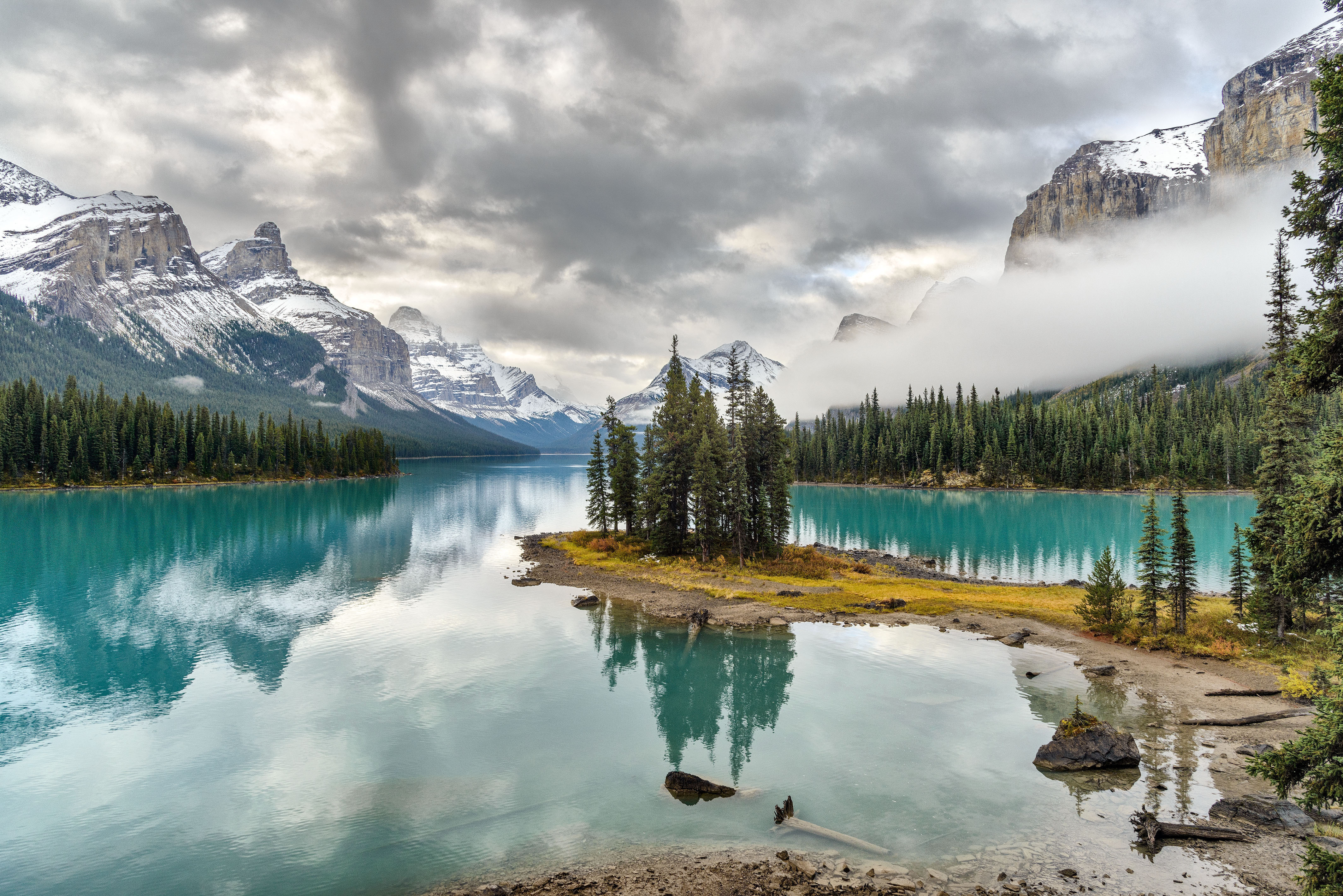
حديقة جاسبر الوطنية في ولاية ألبرتا الكندية.

الطبيعة بمعناها العام هي العالم الطبيعي أو العالم الفيزيائي أو العالم المادي. وترد كلمة الطبيعة في سياقات معاصرة عدّة، فقد يقصدُ بها العالم الفيزيائي بوصفه ظاهرة، كما قد تقصدُ بها الحياة بعمومها، كما تقصدُ بها العلوم بمعظم فروعها أو جميعها كافّة، وعادةً ما يُستثنى الإنسان من هذا التعريف رغم أنه ينتمي للحياة الطبيعية كذلك.
ويتمثل تعريف الطبيعة بأصغر مكونتها وهي الذرة إلى الفضاء وما يحويه من مجراتٍ وكواكب، والطبيعة أيضًا هي المناظر الطبيعية التي تتمثل بالأحياء (من حيوان ونبات وغيرهما) والمظاهر الجغرافية (من وديان والجبال والبحار وأنهار وسواها). ولا تعتبر الأغراض المصنعة وتدخلات البشر في الأرض جزءًا من الطبيعة، كما تختلف الطبيعة عن الظواهر الخارقة والخيالية. وتعريف الطبيعة بمعنى الكون الفيزيائي هي إضافةٌ لحقت بمعناها الأصلي (مثل إضافات كثيرة أخرى)، وترافقت مع تطوّر الفلسفة اليونانية من المرحلة التي سبقت سقراط، فنالت حظًا وافراً من الرواج منذئذٍ. وتأكّد هذا الاستخدام مع ازدهار المنهج العلمي الحديث في آخر خمسمائة عام أو نحوها، والذي يرى الطبيعة واقعاً تُسيّره قوانين ثابتةٌ راسخة. وتغيَّرت صورة الطبيعة إثر الثورة الصناعية في العالم الغربي إلى العالم دون تدخّل مقصودٍ فيه من الإنسان أو غيره، ولذا نالت صفةً من القدسيَّة في مناهج فلسفية، منها منهج جان جاك روسو وهيغل وكارل ماركس، ولو أن الصورة العتيقة (ما قبل سقراط) للطبيعة عادت بعض الشيء بفضل أعمال تشارلز دارون.
ومن الاستخدامات المتنوعة لكلمة «الطبيعة» حالياً ما يشير إلى الكائنات الحية والتضاريس الجغرافية بعامتها، التي تضم أنواعًا متعددة من النباتات الحية والحيوانات. كما تشير في بعض الأحيان إلى العمليات المرتبطة بالأشياء غير الحية؛ بمعنى إنها قد تشير إلى الطريقة التي توجد بها أنواع محددة من الأشياء والطريقة التي تتغير بها بكامل إرادتها دون تدخل مثل: الطقس والسمات الجيولوجية للأرض، وكذلك المادة والطاقة التي تتكون منها هذه الأشياء كلها. ومن المعتاد أن تعني هذه الكلمة البيئة الطبيعية أو الحياة البرية بمعنى الحيوانات البرية والصخور والغابات والشواطئ وكل تلك الأشياء التي لم يتم تغييرها جوهريًا بواسطة تدخل البشر أو التي استمر وجودها على الرغم من التدخل البشري. ويدل هذا المفهوم الأكثر تقليدية عن الأشياء الطبيعية - والذي ظل موجوداٌ حتى يومنا هذا - على وجود فاصل بين الطبيعي والاصطناعي، مع التركيز على مفهوم أن الشيء الاصطناعي هو الشيء الذي جاء إلى الوجود عن طريق تدخل الفكر البشري أو العقل البشري.

## تأثيل

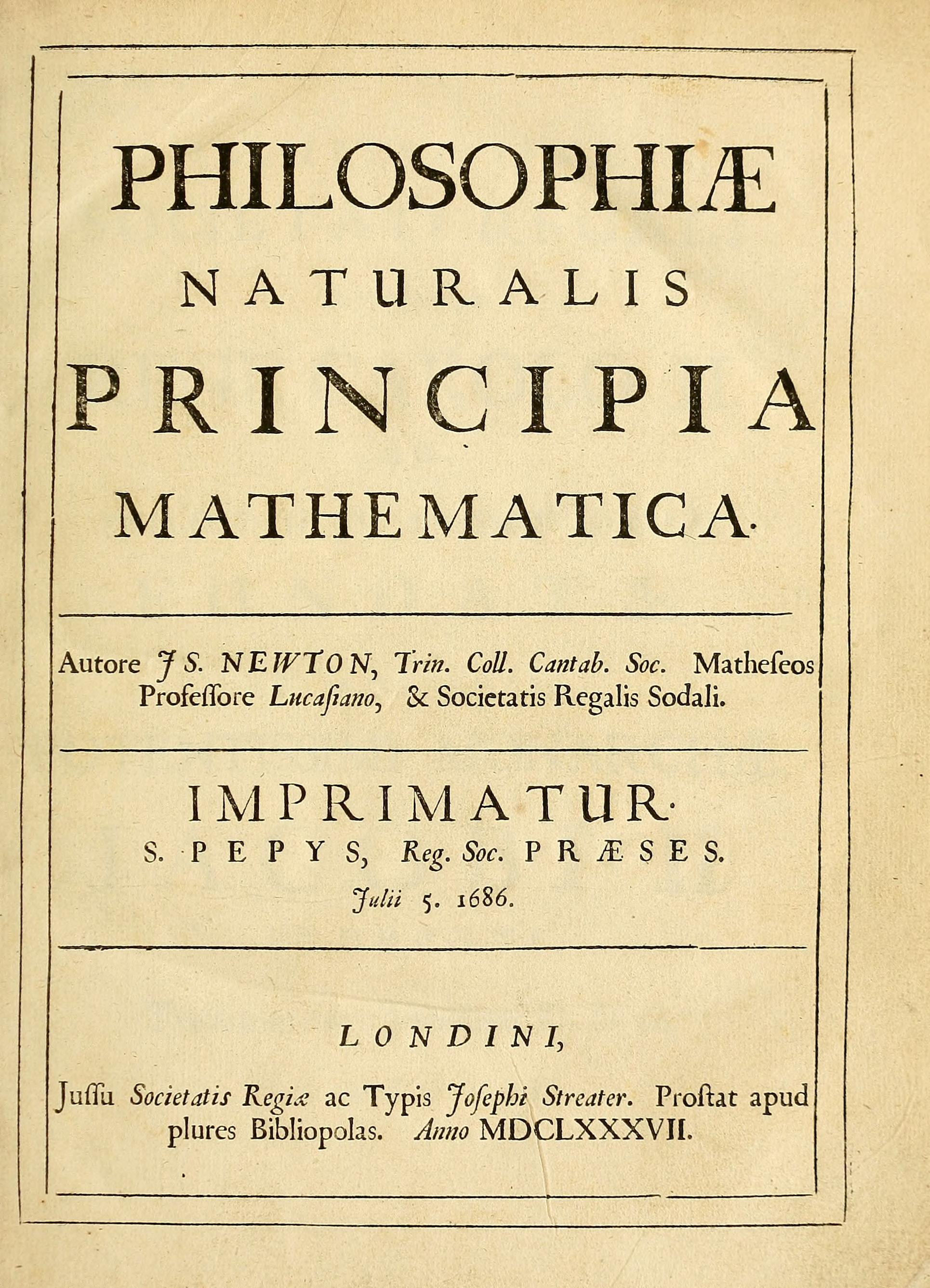
كتاب إسحاق نيوتن المعنون Principia Mathematica (أو مبادئ الرياضيات، المنشور في ثلاثة أجزاء في عام 1687)، وفيه استخدم كلمة «طبيعة» بمعنى مرادف للكون الطبيعي.

أصل كلمة «الطبيعة» باللغة العربية هو الخُلُق والسجيَّة، ومنها الطَّبائِع والطِّبَاع أي خُلُق الإنسان.
تعني كلمة الطبيعة في اللاتينية الكون بكل الظواهر الموجودة فيه، وأصلها (Natura) كان ترجمة للمفردة الإغريقية physis (وأصلها اليوناني φύσις) التي ترتبط بشكل أساسي بالخصائص الجوهرية التي تقوم النباتات والحيوانات وغيرهما من الكائنات الحية بأن لها إرادة تخصّها، وقد وردت هذه الكلمة مراراً في الفلسفة الإغريقية في معانٍ قريبة من كلمة «طبيعة» الحداثية: إذا تردُ الكلمة حديثاً بمعنى الكون الفيزيائي، وهو من معانٍ جديدةٍ كثيرةٍ لحقت بالمفردة الأصلية، وهو معنى ترسَّخ استخدامه مع بزوغ المنهج العلمي الحديث. وقد بدأ استخدام كلمة الطبيعة كمرادفٍ للفيزياء في كتاب إسحاق نيوتن «مبادئ الرياضيات» (صدر عام 1687)، رغم أن معنى الطبيعة الأصلي في اللاتينية كان «الصفات الجوهرية والنظام الفطري».

## كوكب الأرض

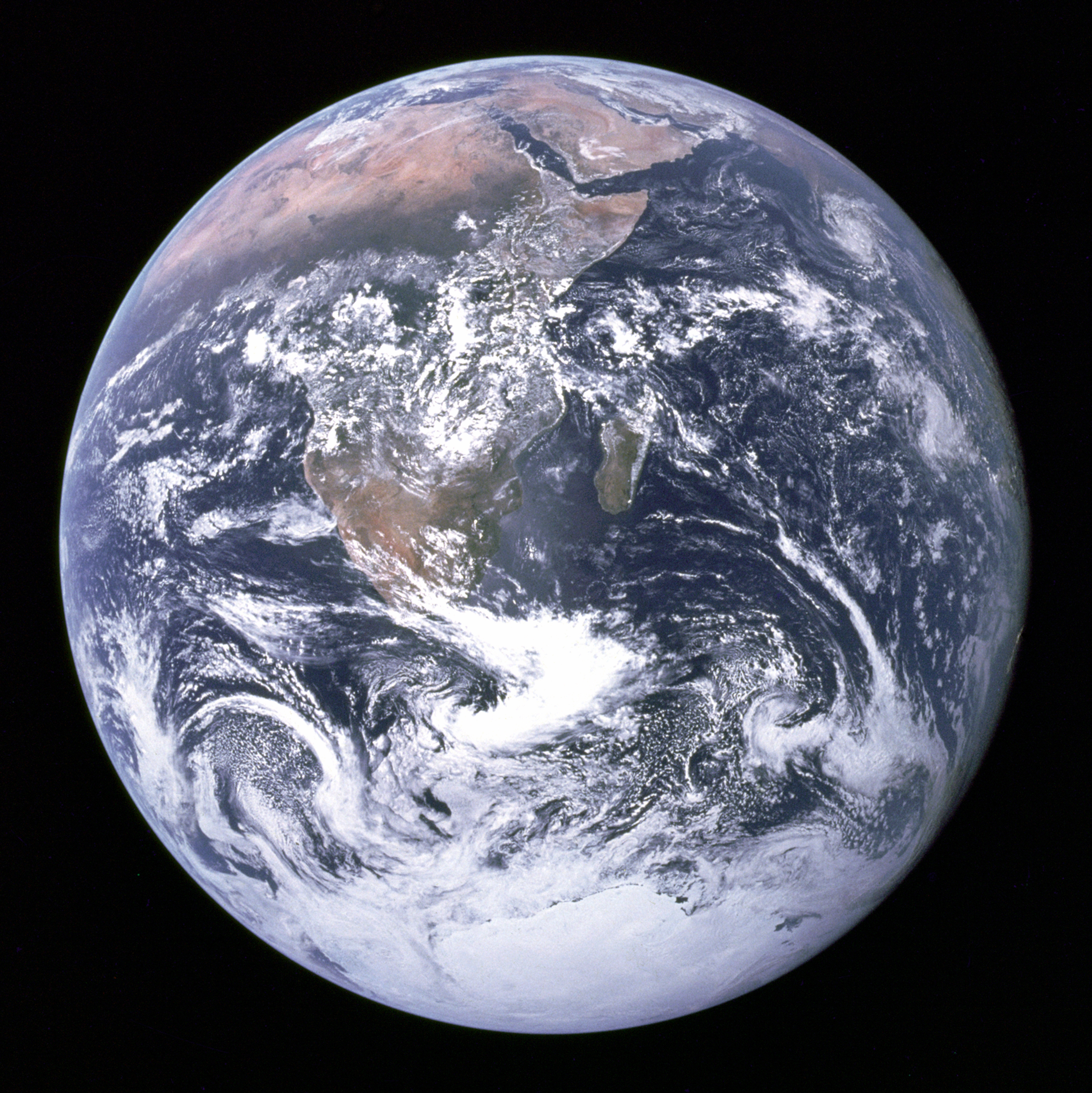
صورة للأرض التقطها في عام 1972 طاقم المركبة الفضائية أبولو 17، وهي الصورة الوحيدة من نوعها حتى يومنا هذا، إذ يظهر فيها نصفٌ للكرة الأرضية وهو مضاء تمامًا بنور الشمس.

الأرض هي الكوكب الوحيد المعروف الآهل بالحياة، ولهذا فإن خصائصه الطبيعية محورٌ للعديد من مجالات البحث العلمي. والأرض هي ثالث أقرب الكواكب للشمس في النظام الشمسي، وهي أيضاً أكبر كوكب صخري (أي ذا سطح صلب) وخامس أكبر كوكب في هذا النظام. ومن أهمّ سماته المناخية القطبان المتجمّدان والإقليمان المعتدلان وخط الاستواء مع ما يحيطُ به من أقاليم شبه استوائية واسعة. ويتنوع هطول الماء على شكل مطر وثلج وبَرَد حسب المكان، فيتراوح سقوط الأمطار بين ما يقلّ عن مليمتر وما يصلُ إلى عدة أمتار. وتغطي المحيطات نسبة 71% من سطح الأرض ويملؤها الماء المالح، وأما الجزء الباقي فيتكون من القارات والجزر، وتقع معظم الأجزاء المأهولة بالسكان في النصف الشمالي للكرة الأرضية.
وقد تشكَّلت الأرض عبر مجموعة من العمليات الجيولوجية والحيوية التي حفظت أدلَّة وآثاراً على ماضي الكوكب. وتنقسم قشرة الأرض (أي سطحها الخارجي) إلى صفائح تكتونية عدّة تتحرّك وتتغير ببطء شديد، وما يزالُ باطن الأرض نشطًا، إذ تغطّيه طبقة سميكة من الصخور الذائبة يُقَالُ لها الوشاح، وهي تلفّ نواة ساخنةً يملؤها الحديد الذائب وتولّد مجالاً مغناطيسياً للكوكب بأكمله. وتنقسم نواة الأرض إلى قسمين إضافيَّين، الأول داخلي صلبٌ والثاني خارجي مائع، ويولّد الحمل الحراري في هذه النواة تيارات كهربائية (بحسب نظرية الدينامو)، وينشأ عن هذه التيارات مجال الأرض المغناطيسي.
اختلفت الظروف المناخية على سطح الأرض اختلافاً جماً عمَّا كانت عليه قبل نشأة الحياة. ساعدت الحياة في خلق توازن بيئي واستقرار مناخي على الأرض، ومهما تباينت وتنوَّعت الأقاليم المناخية بحسب خطوط العرض وغيرها من العوامل الجغرافية فإنَّ مناخ الأرض يبقى ثابتاً ومستقرأً جداً على الأمد البعيد، باستثناء العصور الجليدية، وممَّا يدل على ذلك أن تغيّر حرارة الأرض المتوسّطة بمقدار درجة أو درجتين مئويتين أدَّى في تاريخ الكوكب إلى تقلّبات هائلة بالتوازن البيئي بل وفي التضاريس الجغرافية على الأرض.

### نظرة تاريخية

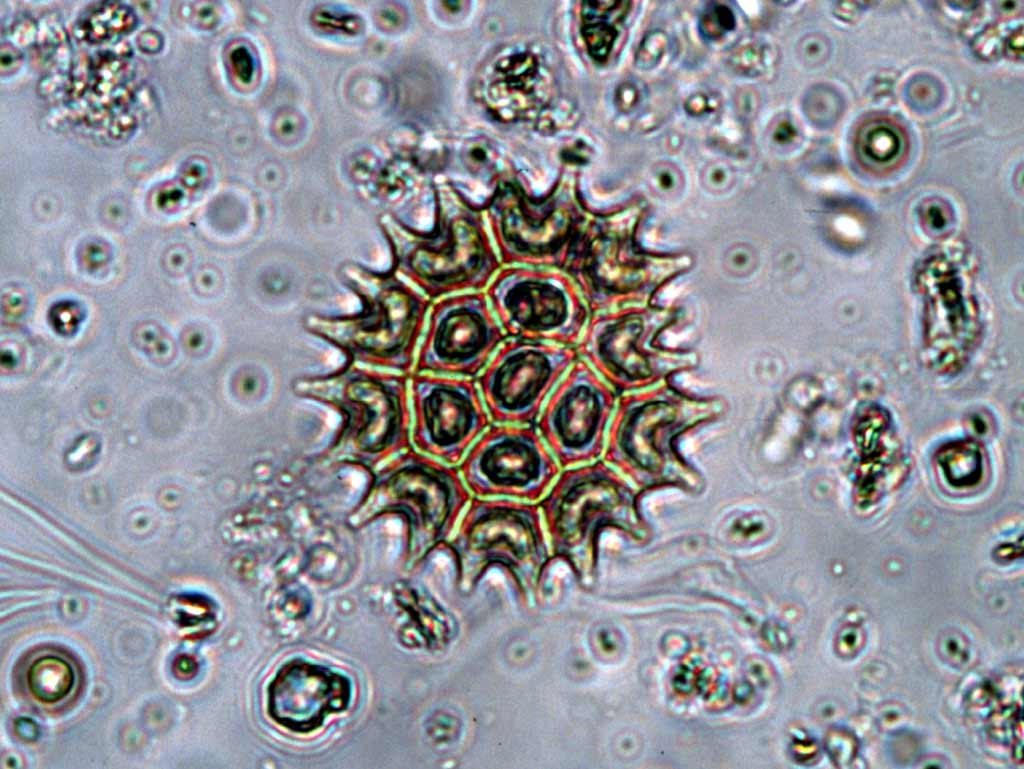
البيدياسترومبوريانوم (وهو نوع من أنواع الطحالب)، ووُجِدَت أشباهه من الطحالب على الأرض منذ ملياري عام.

يُقدَّر أن الأرض نشأت منذ حوالي 4.55 مليار عام من غيمة سديمية شمسية، وهي سحابةٌ عظيمةٌ من الغاز والغبار وُلِدَت منها الشمس وكواكبها الثمانية، وأما القمر فتكوّن بعدها بعشرين مليون عام تقريباً. وكانت الطبقة الخارجية للأرض سائلة في أول الأمر، فبَرَدَت وتصلَّبت بمرور الوقت لتكوّن سطح الأرض، كما أنتجت الانبعاثات الغازية والنشاط البركاني غلافاً جوياً أولياً أحاطَ بالكوكب. وحملت المذنبات الساقطة على سطح الأرض جليداً تكثّف إلى بخار ماء، فنشأت منه المحيطات وغيرها من مصادر المياه المعروفة. ويعتقد أن النشاط الكيميائي الشديد أنتج جزيئات تستنسخ بالتشاطر منذ حوالي أربعة مليارات عام.
ونشأت القارات، ثم تفكَّكت وتطورت لعيد تشكيل سطح الأرض على مرّ مئات الملايين من السنين، وكان هذه اليابسة تلتحم بين الحين والآخر في قارة عظمى. وبدأت أولى القارات العظمى المعروفة (وهي رودينيا) تتفكّك منذ 750 مليون عام تقريبًا، ثم التحمت القارات مرة ثانية في قارة بانوتيا العظمى، وانقسمت هذه القارة منذ حوالي 540 مليون عام، وكان الالتحام الثالث والأخير في قارة بانجيا التي انقسمت منذ حوالي 180 مليون عام.

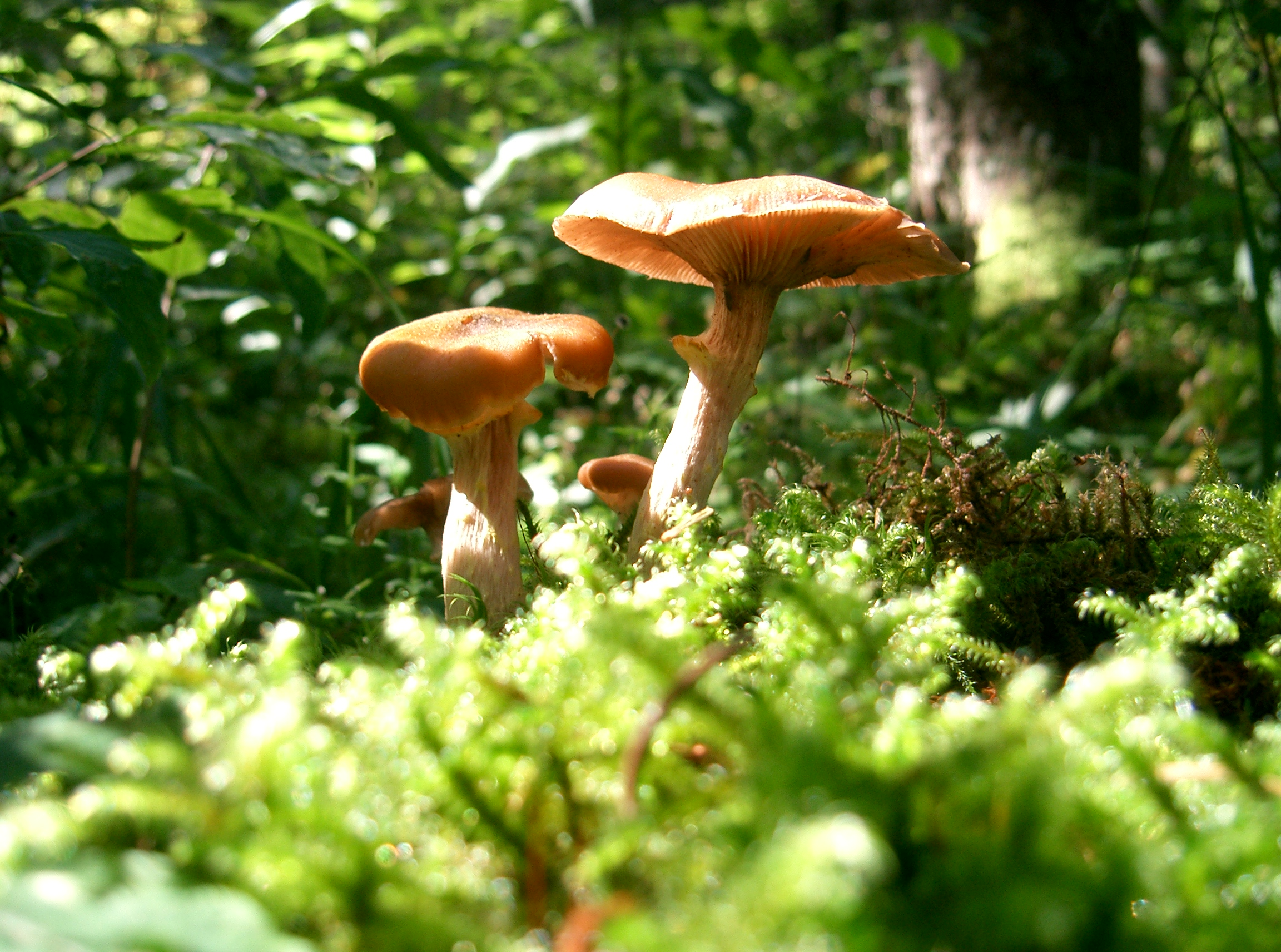
كانت النباتات والفطريات التي تعيش على سطح كوكب الأرض جزءًا أساسيًا من الطبيعة خلال أربعمائة عامًا مضت من عمر الأرض. وقد احتاجت هذه الأنواع الحية إلى التكيف والتنقل من مكان لآخر لمرات عديدة بتغير تضاريس القارات وتغير الأحوال المناخية.

وتشير أدلّة عدة (ما تزال قيد المناقشة بين العلماء) بأن أنهاراً وصفائح جليدية غطَّت سائر سطح الأرض في حقبة الطلائع الحديثة، وذلك وفقاً لفرضية "كرة الثلج الأرضية"، وتكمنُ أهمية هذا التغير المناخي في أنه سبقَ الانفجار الكامبري الذي ظهرت بعده معظم الكائنات الحيّة كثيرة الخلايا، وهو حدثٌ وقع قبل 540 إلى 530 مليون عام.
ومنذ الانفجار الكامبري شهدت الأرض خمس انقراضات جماعيَّة طالت الكائنات الحيّة بأنواعها الكثيرة. ووقع آخر انقراض جماعي (وهو انقراض العصر الطباشيري-الباليوجيني) منذ 65 مليون عام، وقد نتج -على الأرجح- عن اصطدام نيزكي أدى إلى انقراض الديناصورات وغيرها من الزواحف العملاقة، ولم تنجو منه إلا الحيوانات الصغيرة مثل الثدييات (وكانت من أشباه الزباب، وهو أصغر الثدييات الموجودة في العالم). وعلى مدار الخمسة وستين مليون عامٍ الماضية تنوعت وتكاثرت الثدييات على الأرض، واكتسبت بعضها (وهي فصيلة من القرود الأفريقية الصغيرة) القدرة على الوقوف منتصبة (أي على ساقين)، ونشأ منها الإنسان. وتطورت الحياة البشرية على سطح الأرض باكتشاف الزراعة وتطوّر ما تبعها من مظاهر الحضارة، وترك الإنسان بصمته الواضحة على الأرض أسرع وأكثر من أيّ نوعٍ سبقه من أنواع الحياة، فتلاعب بالطبيعة والكائنات الحية ومناخ الأرض. وكمقارنة مع عمل الإنسان، استغرقت الطحالب في العصر السيديري 300 مليون عام لإفراز حدث الأكسدة الكبير، وهو ما ولَّد الأكسجين الذي تتنفَّسه الكائنات الحية في الغلاف الجوي.
ويُصنَّف زمننا الحاضر جزءاً من انقراض جماعي جديدٍ سبَّبه الإنسان يعرف باسم انقراض الهولوسين، وهو أسرع انقراض وقعَ في تاريخ الأرض. ويتنبأ بعض العلماء، مثل إدوارد أوسبورن ويلسون من جامعة هارفارد، أن تدمير الإنسان للمحيط الحيوي على الكرة الأرضية قد ينتهي بانقراض نصف سائر الأصناف الحية خلال المائة عام القادمة، ولا يزال مدى الانقراض الحالي موضع بحث وجدال وحساب من علماء الأحياء.

عاصفة السحابة الخارقة قرب مدينة مانيتوبا الكندية، وهي عاصفة رعدية يتوسّطها إعصار.

## الغلاف الجوي والمناخ والطقس

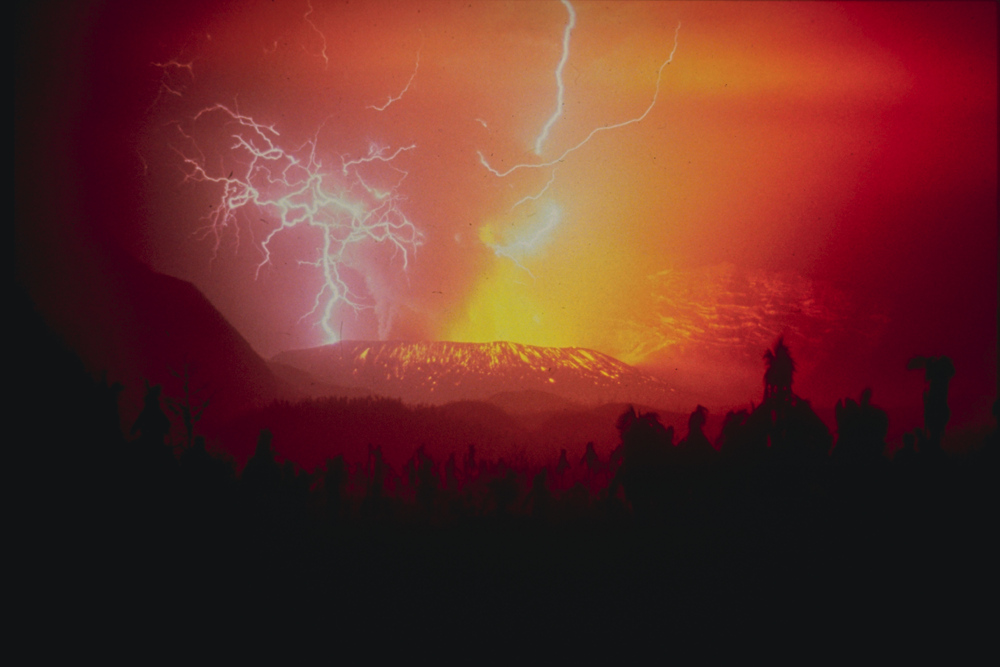
ضربات البرق أثناء أحد ثورات بركان جالونجونج في إندونيسيا عام 1982.

يعتبر الغلاف الجوي للأرض عاملاً رئيسياً في الحفاظ على النظام البيئي الطبيعي، وهو أقرب إلى طبقة رقيقةٍ من الغازات المحيطة بالأرض وتُثبّته في مكانه قوة الجاذبية. يتكون الهواء الجاف بنسبة ثمانية وسبعين بالمائة من النيتروجين وواحد وعشرين بالمائة من الأكسجين وواحد بالمائة من الأرجون وغازات خاملة (نبيلة) أخرى مثل ثاني أكسيد الكربون وغيره، كم ايحتوي كمية متغيرة من بخار الماء. ويتناقص الضغط الجوي بتناسب عكسي مع الارتفاع فوق سطح البحر، وارتفاعه حوالي ثمانية كيلومترات يقلّ بعدها الضغط الجوي بالتناسب مع عدد أويلر. ولطبقة الأوزون في الغلاف الجوي للأرض دور مهم في حجب شطرٍ منالأشعة فوق البنفسجية (بالإنجليزية: UV) التي تصل إلى سطح الأرض، إذ يتدمّر الحمض النووي للكائنات الحية بسهولة عند تعرّضه لهذه الأشعة؛ ولهذا فإن طبقة الأوزون لها قيمة أساسية في الحفاظ على الحياة. ويحفظُ الغلاف الجوي أيضًا الحرارة فيقلّل من تقلباتها، وهو ما يساهم في توازن الحرارة على الأرض.
ولا يتأثر الطقس على كوكب الأرض -تقريباً- إلا بالتروبوسفير، وهي الطبقة الدنيا من الغلاف الجوي، إذ إن فيها نظاماً للحمل الحراري يعمل على إعادة توزيع الحرارة بأنحاء الكوكب. وتعد التيارات المحيطية عاملاً مهماً آخر في تحديد حالة المناخ وخصوصًا الدورة الحرارية الملحية التي تقعُ تحت الماء، فهي تنقلُ الحرارة من المحيطات المدارية إلى المناطق القطبية، وتساعد هذه التيارات في التخفيف من اختلافات الحرارة بين فصلي الشتاء والصيف في الأقاليم المعتدلة. فضلاً عن ذلك، ستغدو المناطق الاستوائية أكثر حرارة والمناطق القطبية أكثر برودة لولا دور التيارات المحيطية والغلاف الجويّ.

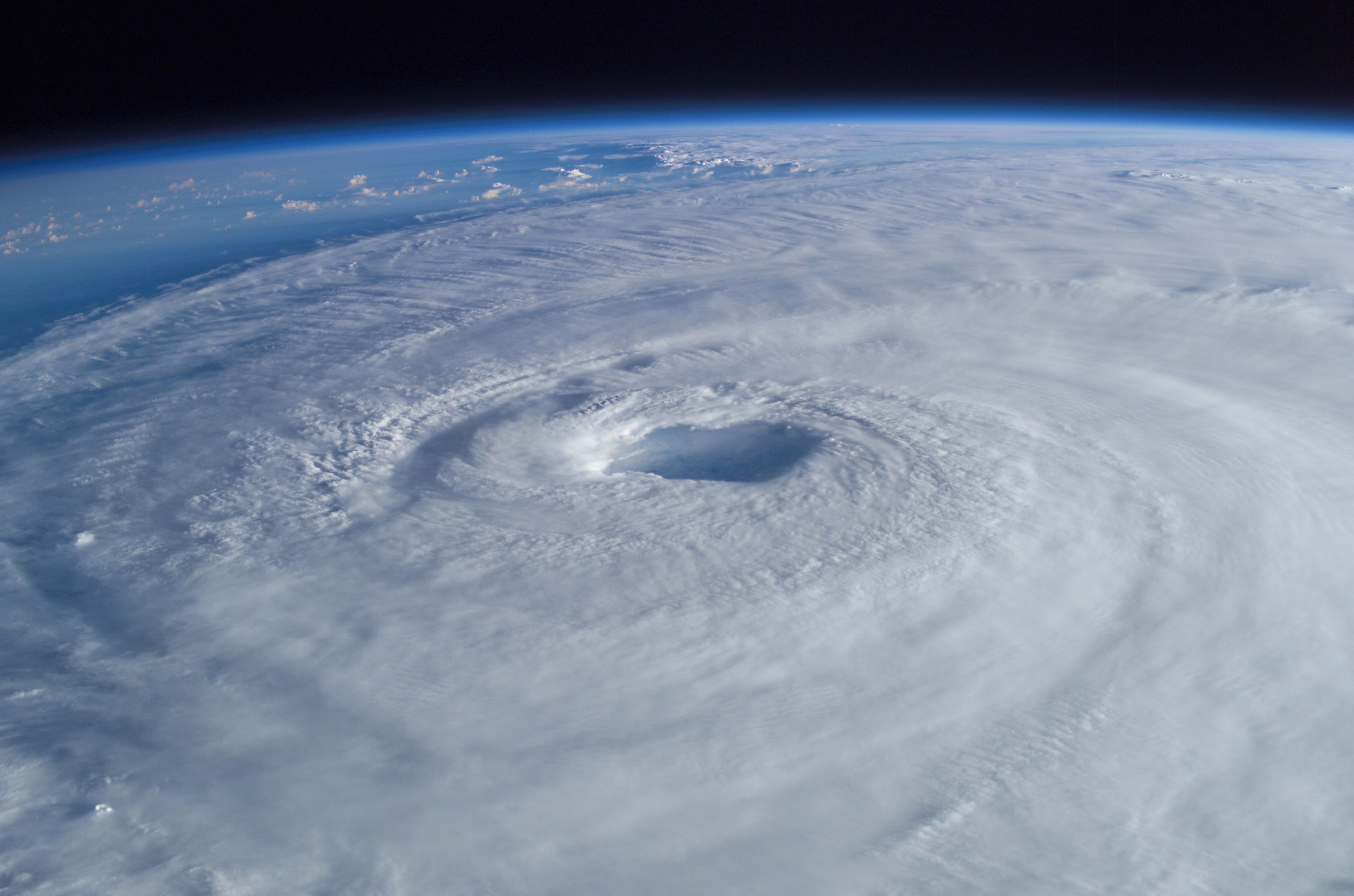
إعصار إيزابيل الشهير في سنة 2003 الذي سبَّب دماراً هائلاً في شرق أمريكا الشمالية والبحر الكاريبي، وهو إعصار استوائي تتوسَّطهُ (في الصورة) عين الإعصار والسحب المحيطة بها. التقطت هذه الصورة من محطة الفضاء الدولية.

ويمكن أن تكون للطقس جوانب مفيدة وأخرى ضارة. فبعض نواتج الطقس تجمعُ كميات هائلةً من الطاقة وتُخلِّف دماراً عظيماً، ومنها الأعاصير القمعية والأعاصير الاستوائية والحلزونية والرعد والبرق. ويعتمد وجود الحياة النباتية على سطح الأرض على تغيّرات الطقس الموسمية، فيمكن أن تتسبب التغيرات المفاجئة التي تستمر لسنوات قليلة بتداعيات كبيرة على النبات والحيوان وسائر الكائنات الحيّة، وذلك لأهمية الطقس في صنع غذاء هذه الكائنات.
ويعد مناخ الكوكب مقياساً للاختلافات طويلة الأمد في حالة الطقس، ومن العوامل العديدة المعروفة بقدرتها على تغيير المناخ: تيارات المحيط وارتداد أشعة الشمس عن سطح الأرض والغازات الدفيئة والتباين في سطوع الشمس واختلاف مدار الكوكب. ومن المعروف وفقًا للتسجيلات التاريخية أن الأرض تعرضت لتغيرات مناخية عنيفة في العصور الماضية، مثل العصور الجليدية.
ويتوقف مناخ أي منطقة على عدد من العوامل؛ خاصة خط العرض الذي تقعُ عليه. وتجتمعُ خطوط المتقاربة مناخياً بأقاليم أو مناطق مناخية أوسع، والمناطق المناخية على الأرض كثيرةٌ وتتراوحُ من المناخ الاستوائي عند خط الاستواء إلى المناخ القطبي عند القطبين الشمالي والجنوبي. ويتأثر المناخ أيضاً بالفصول الأربعة الناتجة عن ميل محور دوران الأرض نسبةً لمستواها المداري، فبسبب هذا الميل تتغيَّر زاوية سقوط أشعة الشمس على سطح الأرض بين الفصل والشتاء، فتكون أقرب للعمودية في الصيف فتمرّ الكثير من الأشعة من الغلاف الجوي إلى سطح الأرض، ومائلة في الشتاء فيحجبُ الغلاف الجوي قسماً أكبر منها، ودائماً ما تتعاكسُ الفصول في نصفي الكرة الشمالي والجنوبي، ففي صيف أحدهما يكون شتاء الآخر.
يخضع المناخ إلى ما يُسمَّى نظرية الفوضى، أي أن من السهل أن يتأثر بتغييرات بسيطة في البيئة، ولذلك يصعبُ التنبؤ بحالة الطقس بدقة لفترةٍ تزيد عن أيام معدودات. ويتغيّر مناخ الأرض من ناحيتين حالياً: الأولى هي ارتفاع درجة الحرارة المتوسّطة بسبب الاحتباس الحراري، والثانية تقلّب الأحوال المناخية إقليمياً بتطرّف غير معهود.

## الحياة

أنثى البط البري مع صغارها - يعتبر التكاثر أمرًا حتميًا لاستمرارية الحياة فوق سطح كوكب الأرض.

ليس هناك اتّفاق عالمي على تعريف الحياة، على أن معظم العلماء يتفقون في أن الكائنات الحيّة لها سمات مميّزة أهمّها التنظيم والتمثيل الغذائي والنمو والتكيف مع البيئة والاستجابة إلى المنبّهات والتكاثر. ومن الممكن تعريف الحياة كذلك بأنها الحالة التي تميز شتّى الكائنات الحية.
وللكائنات الحية على سطح الأرض (من النباتات والحيوانات والفطريات والطلائعيات والعتائق والبكتيريا) خصائص مشتركة أهمّها تكونها من خلايا ودخول الكربون والماء في معظم تركيبها واتصافها بتنظيم معقد وتمثيلها للغذاء (أي حرقه، وهو الأيض) وقدرتها على النمو واستجابتها للمثيرات وقدرتها على التكاثر لاستمرارية الحياة. ويعتبر عادً كل كائنٍ له هذه الخصائص شكلاً من أشكال الحياة، على أنه ليس من الضروري أن تجتمع فيه الصّفات كلّها لينال صفة الحياة. وربما تعتبر الحياة الاصطناعية التي تصنعها يد الإنسان نوعًا من أنواع الحياة.
يطلق الباحثون اصطلاح المحيط الحيوي على القسم الآهل بالحياة من قشرة كوكب الأرض والذي تؤثّر فيه أو تغيّر صورته العمليات الحيوية، وهو يشمل بذلك الهواء واليابسة والمسطحات المائية والصخور والغلاف الجوي. ومن زاوية بعيدة تضعُها فرضية غايا الجيوفيسيولوجية، والتي تدرسُ التفاعلات بين الكائنات الحية الموجودة على سطح الأرض بعتبار أن الأرض نفسها عبارة عن كائن حي، يعتبر المحيط الحيوي نظاماً بيئياً عالمياً يشمل كافَّة الكائنات الحية والعلاقات بينها وتآثرها مع غلاف الأرض الصخري (الصخور) وغلاف الأرض المائي (الماء) والغلاف الجوي (الهواء). يحتوي كوكب الأرض الآن ما يزيد عن 75 مليار طن (ما يعادل مائة وخمسين تريليون رطل أو حوالي 6.8 × 1013 كيلوغرام) من الكتلة الحيوية، والمقصود به وزن كافّة المخلوقات الحية على الأرض.
وتتكون تسعة أعشار الكتلة الحيوية على سطح الأرض من النباتات، وهي مصدر الغذاء الأساسي للحيوانات. وقد اكتشف العلماء ووثّقوا حتى الوقت الحاضر ما يزيد عن مليونَي نوع من النباتات والحيوانات، إلا أن العدد الفعلي لأنواع الكائنات الحية على الأرض يُقدَّر بما بين عدّة ملايين إلى أكثر من 50 مليون نوع. ومن المعتقد أن عدد الأنواع الحيّة على الأرض يتجدّد باستمرار، إذ تنقرضُ بعضها وتظهرُ مكانها أخرى طول الوقت، إلا أن العدد الإجمالي للأنواع الحية في تناقصٍ سريعٍ حالياً بسبب نشاطات الإنسان.

### نظرية التطور
لا توجد حياة معروفة (حسب تعريفها الحالي) خارج كوكب الأرض. ولم يكشف العلم الكثير حتى الآن عن أصل الحياة على الأرض، على أن من المعلوم أنها بدأت قبل ما بين 3.9 إلى 3.5 مليار عام أثناء الدهر الجهنمي أو الدهر السحيق، حين كان كوكب الأرض في طوره البدائي وحين سادت عليه بيئة مختلفة تمامًا عن بيئته المعاصرة. وكانت أشكال الحياة حينئذٍ بسيطة، وانحصرت سماتها الحيوية الأساسية بالتوالد الذاتي وتوريث صفاتها لذريّتها. ومنذ ظهور الحياة على كوكب الأرض بأدت عملية التطور نتيجةً للاصطفاء الطبيعي، وانبثقت عن التطور أصناف شتّى من الكائنات الحية، بينما انقرضت الأجناس التي لم تستطع التكيف مع بيئتها المتغيرة أو الصمود في منافستها مع الكائنات الأخرى، إلا أن آثار هذه الكائنات العتيقة ما زالت محفوظةً في السجل الأحفوري. ويمكن من الأحافير المكتشفة والدلائل المستنبطة من الحمض النووي اقتفاء صلة كلّ نوع حيّ على الأرض مع أسلافه وصولاً إلى أول الأصناف البدائية للحياة.
طورَّت الحلايا النباتية البدائية قدرةً على البناء الضوئي قبل مليارات السنين، فسخَّرت طاقة الشمس لخلق ظروفٍ مناسبة لأشكال الحياة المعقّدة، وتراكم غاز الأكسجين الناتج عن هذه العملية في الغلاف الجوي فانبثقت عنهُ طبقة الأوزون. ومن ثمَّ اندمجت الخلايا الصغيرة في مجموعات خلوية أكبر نشأت عنها كائنات معقّدة يقالُ لها حقيقيات النوى، وقد تخصَّصت مع الوقت أقسامٌ من هذه الخلايا الحيّة في فنشأت الكائنات الحقيقية متعدّدة الخلايا، وبفضل امتصاص طبق الأوزون للأشعة فوق البنفسجية الضارة ازدهرت الحياة على الأرض.

### الميكروبات
كانت الميكروبات (أو الكائنات المجهرية) أولى أشكال الحياة على الأرض، وظلت الحياة الوحيدة لنحو ثلاثة مليارات سنة، فظهرت بعدها أولى الكائنات متعددة الخلايا. والميكروبات هي كائنات حية وحيدة الخلية أصغر حجماً من أن تراها العين البشرية، ومن أصنافها البكتيريا والفطريات والعتائق والطلائعيات.
تعيشُ هذه الأشكال من الحياة في كل مكان على سطح الأرض تقريباً طالما أن فيه ماء سائلاً، أي أنها تعيشُ كذلك في باطن الأرض. وعملية تكاثر الميكروبات سريعة وغزيرة، وتجتمعُ فيها صفتان مهمّتان هما معدّل تغيرها السريع ونقلها الأفقي للجينات (وهو العملية التي يمكن عن طريقها أن تحتوي إحدى الكائنات الحية مادة جينية تخصّ كائناً آخر دون أن يكون من سلالتها)، وبفضل هاتين الصفتين تتميَّز الميكروبات بتكيف عالٍ وقدرة على البقاء في البيئات الجديدة، ومنها الفضاء الخارجي. والميكروبات من العناصر الأساسية في نظام الأرض البيئي، على أن بعضها مسببة للأمراض ومن الممكن أن تهدّد صحة الكائنات الحية الأخرى.

### النباتات والحيوانات

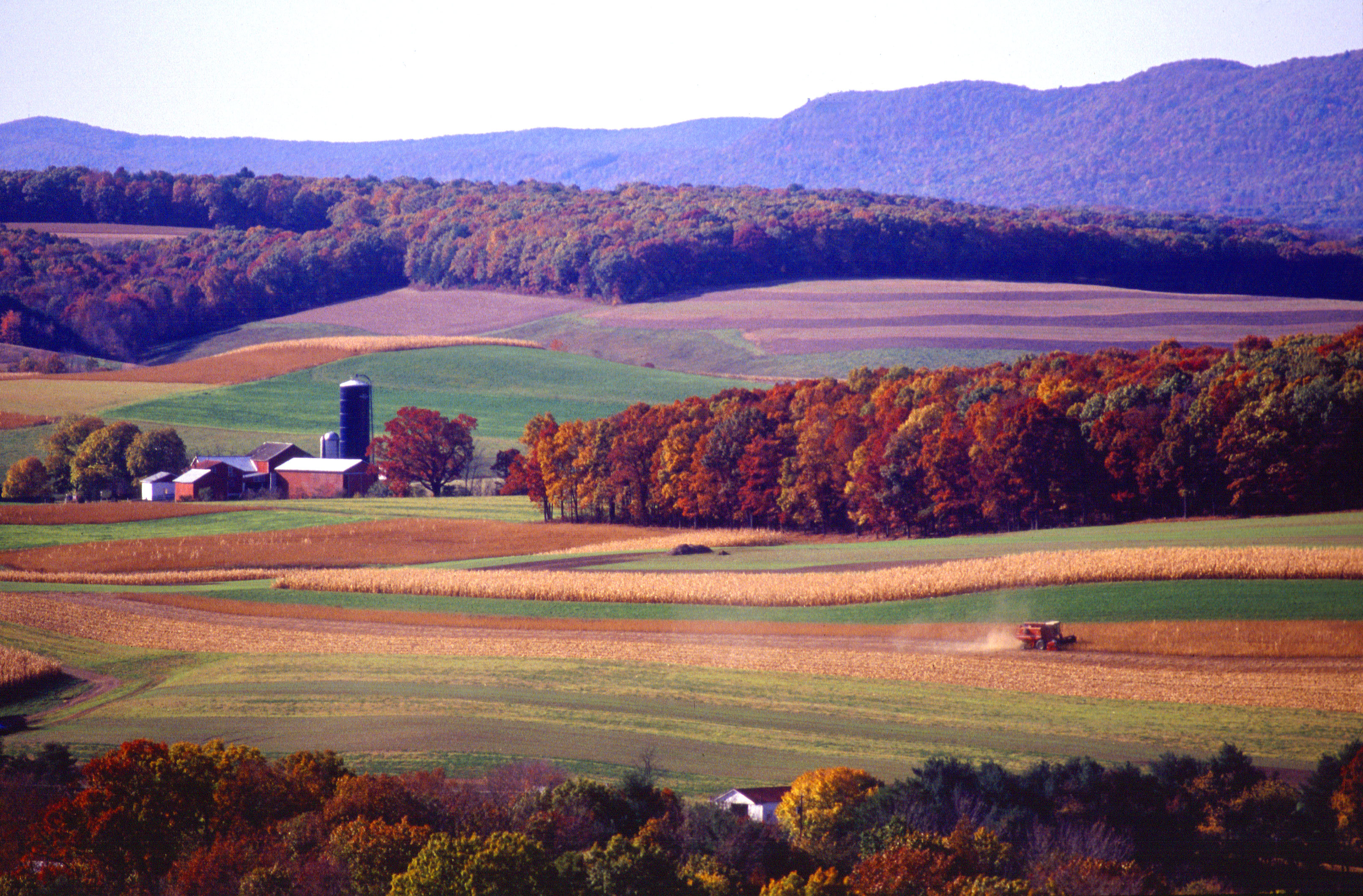
التقاء بين بيئتين إحداهما "طبيعية" والأخرى من صنع الإنسان.

ليس من المستطاع الفصل قطعياً بين النباتات والحيوانات، وذلك لأن بعض أصناف الحياة قد التي لا تنتمي لأيهما أو قد تنتمي لكليهما. وقسَّم أرسطو منذ آلاف السنين كل الكائنات الحية إلى نباتات (وهي ما لا يتحرّك عموماً) والحيوانات، وأما النظام الذي وضعه كارولوس لينيوس قبل مئات السنين فقد صنَّف هاتين الفئتين في المملكتين النباتية والحيوانية. ولكن التطورات اللاحقة أظهرت أن النباتات (بحسب تعريفها الأول) شملت مجموعات من الكائنات التي لا ترتبطُها صلة وثيقة، ولذا رُحِّلت الفطريات وغيرها من الطحالب إلى ممالك جديدة، على أن الفطريات والطحالب لا تزال تعتبر أصنافاً من النباتات في مواضع معيّنة. وأحيانًا ما توضع البكتيريا تحت المملكة النباتية، وأحياناً تستخدم بعض التصنيفات مصطلحين منفصلين هما الحياة النباتية البكتيرية والحياة النباتية العادية.
وتُصنَّف النباتات إلى فئاتٍ بطرق كثيرة بحسب الهدف المقصود من دراستها، من أشهر هذه الطرق تقسيمها بحسب الإقليم الذي تكثرُ فيه، ويفتخر الناس في العديد من المناطق والدول بشكل كبير بالأنواع النباتية الفريدة التي تتميز بها بلدانهم، وتتنوع النباتات بشدة في العالم كله بسبب الاختلافات في المناخ والتضاريس. وتنقسم الحياة النباتية الإقليمية بدورها إلى تصنيفات منها النباتات الأصيلة (الموجودة في تلك البيئة سلفاً دون تدخل الإنسان) والنباتات المزروعة ونباتات البساتين، والنوع الأخير من هذه الأنواع يزرعُ ويتلقّى العناية لجماله. وقد جلب المسافرون والمهاجرون (منذ قرون مضت) أنواعاً من النباتات الأصيلة من مناطقهم السابقة إلى المنطقة التي نزحوا إليها، فأصبحت هذه النباتات جزءاً لا يتجزأ من الطبيعية التي جاءت إليها، وهو نوعٌ من استقدام الأنواع الحية. كما خُصِّصَ تصنيف من تصنيفات النباتات تاريخياً ليشمل الحشائش، وعلى الرغم من أن المصطلح لم يتلقَ تفضيلاً بين علماء النبات كونه صنفاً للأنواع «الضارَّة»، فإن من الشائع استخدام كلمة «الحشائش» بسياقات غير علمية، ممَّا يوضح الميل العام للناس وللمجتمعات لتغيير الطبيعة وتشكيلها بما يتواءم مع حاجاتهم. وبالمثل، عادةً ما تتصنيف الحيوانات بطرق منها الحيوانات الأليفة وحيوانات المزرعة والحيوانات البرية والحيوانات المؤذية وغيرها من الأنواع وفقاً لعلاقتها بحياة الإنسان.

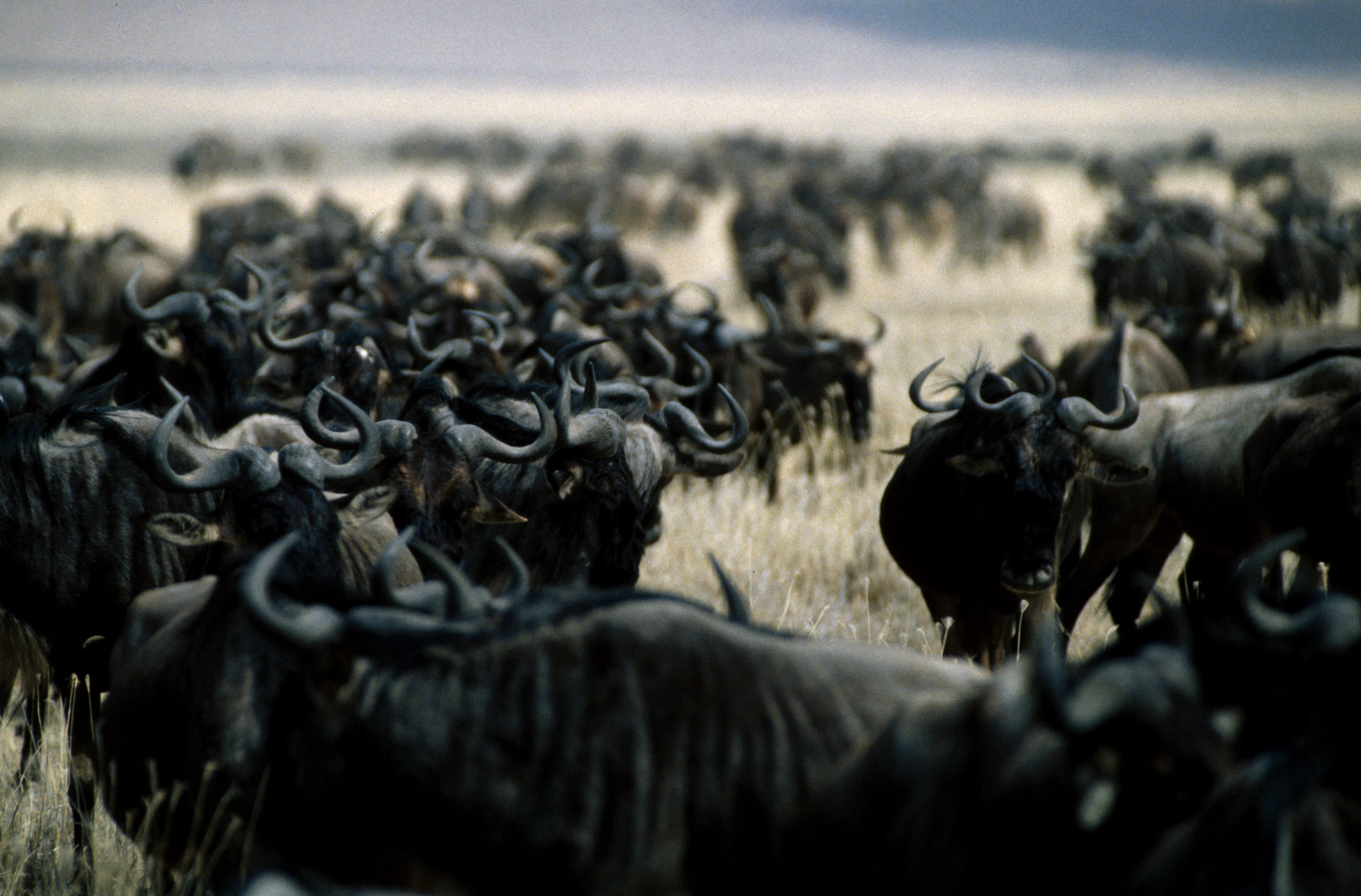
البقر الوحشي في منطقة نجورونجورو المحمية بتنزانيا، وتتضح في الصورة النزعة الطبيعية للتجمع؛ وهي إحدى الصور التي تعبر بها الطبيعة عما يطلق عليه أحيانًا غريزة القطيع أو سلوك القطيع.

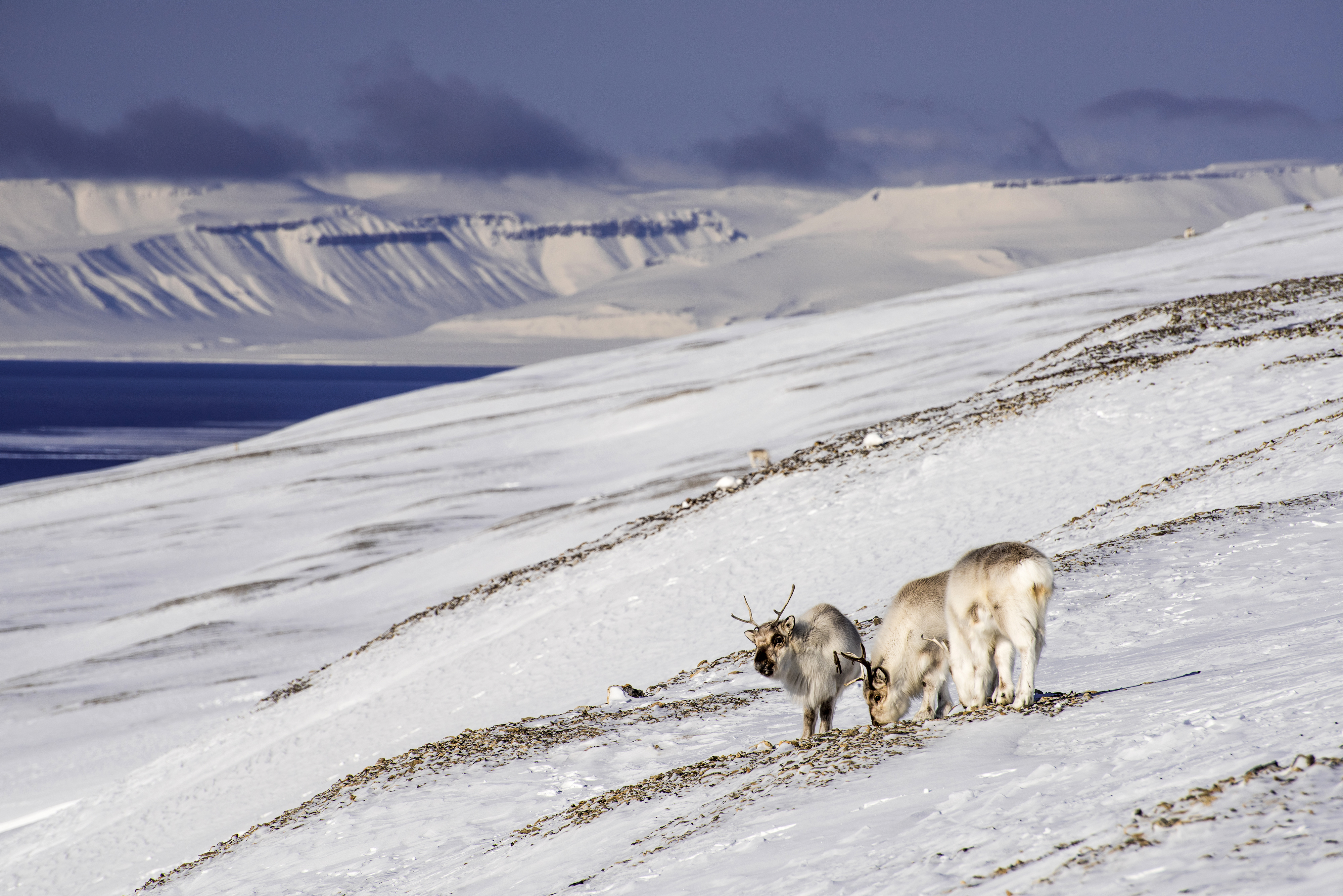
رنّة في سفالبارد في البراري الطبيعية بالنرويج.

تتميز الحيوانات كصنف من أصناف الكائنات الحية بالعديد من الخصائص التي تفرّقها عن غيرها من الكائنات الحية، فهي من حقيقيات النوى ومعظمها عديدة الخلايا (باستثناءات منها المواخط، وهي مجموعة من الحيوانات الطفيلية المائية)، وهي خصائص تميّز الحيوان عن البكتيريا والعتائق ومعظم الطلائعيات. والحيوانات كائنات غيرية التغذية (أي أنها تعتمد على غيرها في تحصيل الغذاء) وعادةً ما تهضم الطعام داخل جسمها في عضو أو جزءٍ جسدي خاص؛ وهي الخاصية التي تميزها عن النباتات والطحالب. ويمكن تمييزها عن النباتات والطحالب والفطريات لأنها تفتقر للجدران الخلوية.
للحيوانات أجسام مؤلَّفة من أنسجة كثيرة، وهي قاعدةٌ عامّة تستثنى منها شعبتان (الإسفنجيات والصفيحيات). وتحتوي أجسامها أنسجة عضلية تنكمشُ لتتيح لها الحركة، وجهاز عصبي يرسل الإشارات ويحلّل معانيها، كما أن لها أيضًا (في الغالب) عضواً للهضم، وتتميز الخلايا حقيقة النوى في أجسام كل الحيوانات بأنها محاطة بأنسجة خلويّة مميزة من الكولاجين والبروتين السكري، وقد تتكلَّس هذه الأنسجة لتشكيل العظام والأصداف البحرية والأشواك؛ وكلها أطرٌ تستطيع الخلايا أن تتحرَّك فيها ويعاد تنظيمها أثناء النمو والنضوج، وهو تركيب تشريحي معقّد تحتاجهُ سائر الحيوانات للسير والحركة.

## الأنظمة البيئية

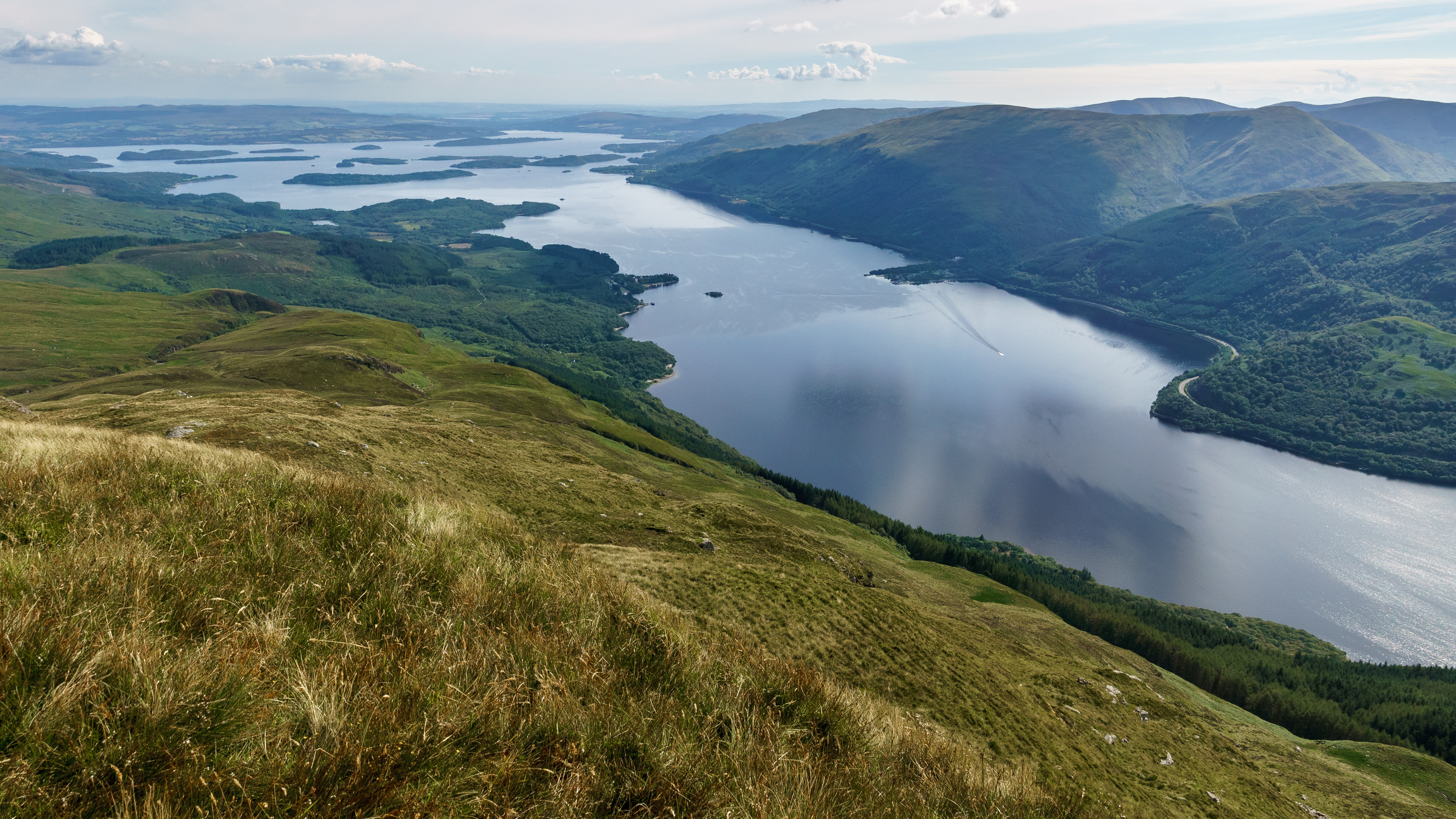
تعتبر بحيرة لوخ لوموند في إسكتلندا نوعاً من الأنظمة البيئية المعزولة نسبيًا عما حولها، فقد ظلت أسماك هذه البحيرة ثابتة على حالها لفترة طويلة من الزمن.

تتفاعل كل أشكال الحياة مع البيئة التي تعيش فيها ومع أشكال الحياة الأخرى، وكانت هذه الفكرة في القرن العشرين بمثابة مقدمة لمفهوم الأنظمة البيئية، وهي أنظمة تتألف من العديد من المكونات الحيوية وغير الحيوية التي تؤدي وظائفها في علاقات متبادلة. وتقوم بنية وتركيب هذه الأنظمة على عوامل بيئية متنوعة ومتداخلة، ويؤدي اختلاف هذه العوامل إلى وجود تطورات دائمة في النظام البيئي، ومن أهم العناصر المكوّنة للنظام البيئي التربة والغلاف الجوي والإشعاع الصادر من الشمس والماء والكائنات الحية التي تعيش في هذا النظام.

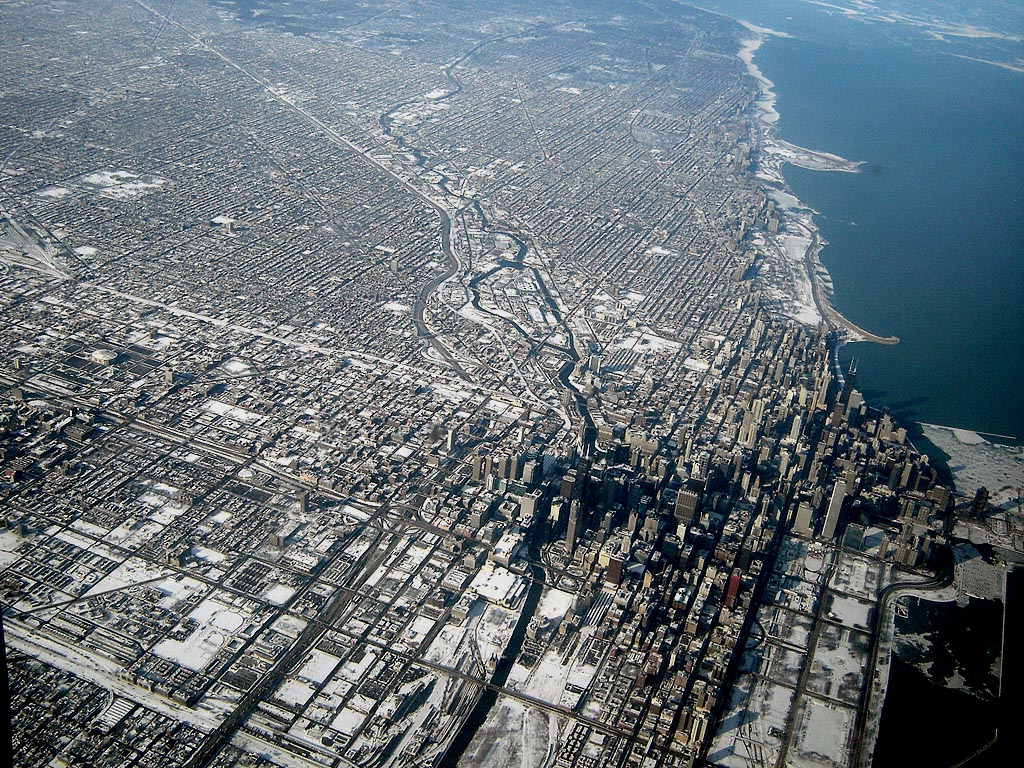
صورة جوية لسماء شيكاغو، وهي مثال على ما يقالُ له أنه نظام بيئي إنساني.

ولكل كائن حي علاقته المستمرة بكل عنصر آخر في بيئته، إذ ترتبط الأنواع داخل النظام البيئي وتعتمد على بعضها في سلسلة الغذاء، كما تتبادل الطاقة والمادة فيما بينها ومع بيئتها، ومن أمثلة ذلك دورة العناصر الطبيعية كدورة النيتروجين والإكسجين. ولكل نوع من الأنواع حدٌ يتسامح فيه مع العوامل التي تؤثر في بقائه ونجاحه في التكاثر وقدرته على الاستمرار في النمو والتفاعل المستمر مع بقية عناصر بيئته، التي قد يكون لها تأثيرها على هذه العوامل وقد تؤثر -بالمثل- على العديد من الأنواع الحية الأخرى أو حتى على الحياة كلها. ولهذا يمكن اعتبار مفهوم النظام البيئي موضوعًا مهمًا للدراسة، لأن دراسته تقدم المعلومات المطلوبة لضبط تدخّل الحياة البشرية بالأنظمة البيئية بما يسمح لها بالاستمرارية في البقاء، وإلا فإنها قد تهلكُ ولا يعود لها نفعٌ للإنسان ولا الكائنات الأخرى. وُتعرَّف وحدة أخرى لغرض هذه الدراسة تُسمَّى النظام البيئي المصغر، فعلى سبيل المثال، من الممكن أن يكون النظام البيئي عبارة عن حجر وكل أشكال الحياة الموجودة تحتها. وقد يشتمل النظام البيئي الكلي على جميع المناطق البيئية وكذلك المستجمع المائي الموجود فيها.
والأنظمة البيئية التالية عبارة عن أمثلة للأنواع التي تتم دراستها دراسة مكثفة في الوقت الحالي، وهي تُصنَّف وفقًا للمجتمعات التي تنتمي إليها مثلما يحدث في حالة النظام البيئي الإنساني. ويمكن تعريف الحيوم (أو البيوم) على أنه إقليم متجانس من جماعات النباتات والحيوانات التي نجحت في التكيف إلى أقصى الدرجات مع بيئتها الطبيعية، أي المنطقة الجغرافية التي يقعُ فيها موئلها مع تضاريسه وكائناته المتنوعة. ويعتبر التصنيف الأشمل - والموجود في الوقت الحالي قيد الدراسة والجدل، هو فرضية جايا.

## التفاعل البشري مع البيئة

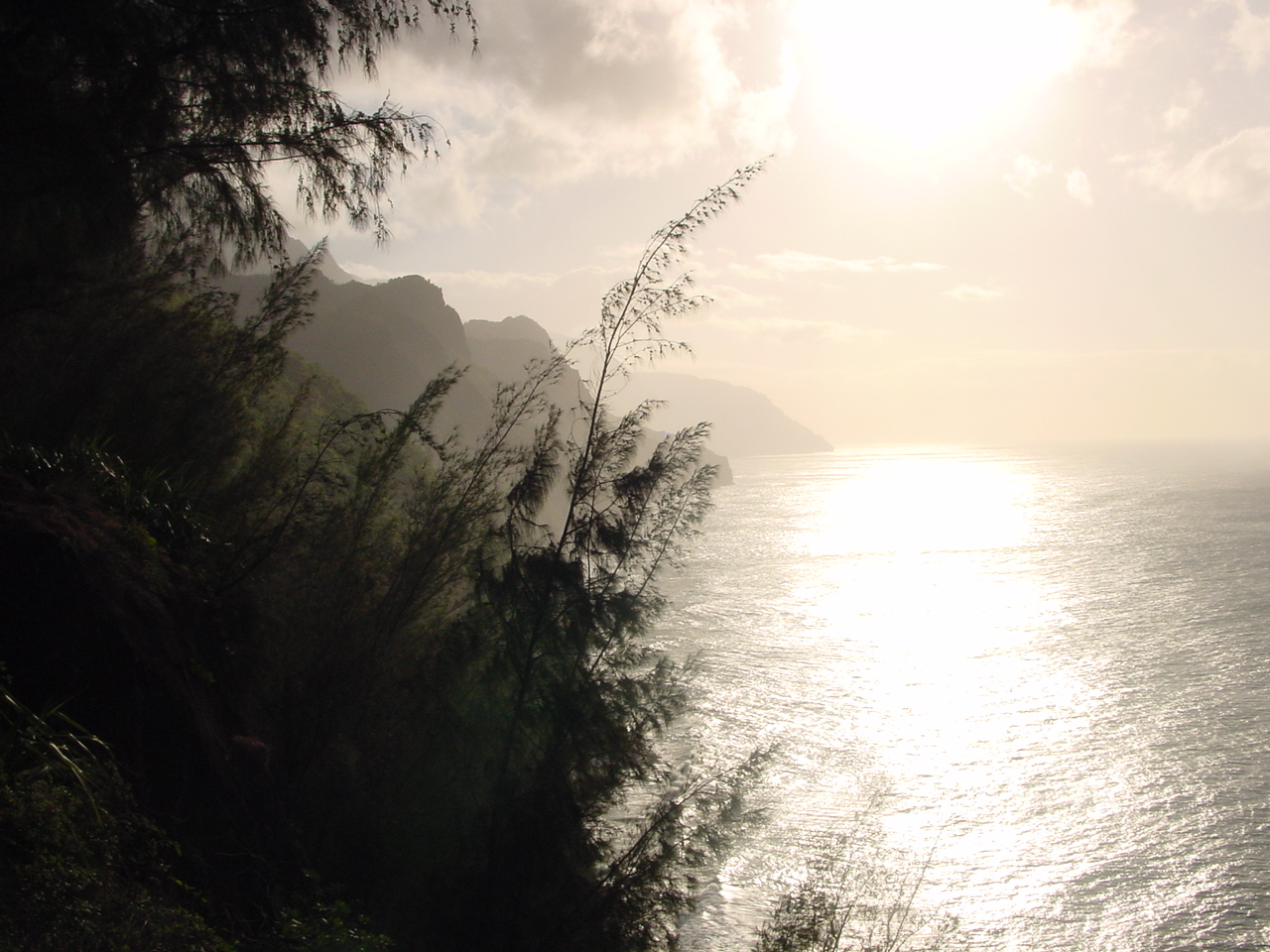
طرأت على الأودية المنعزلة حول ساحل نابالي في هاواي الكثير من التغييرات بسبب الأنواع الحية الدخيلة عليها، مثل نوع مجتاح من الأشجار يقالُ له الكزوارينية.

يؤلّف البشر في الوقت الحالي حوالي واحدٍ في المائتين من إجمالي الكتلة الحيوية على وجه الأرض، على أن التلاعب البشري بالطبيعة عظيمٌ بما لا يتناسب مع هذه النسبة الضئيلة. إذ اختفت -بسبب الإنسان- الحدود الواضحة بين ما نعتبره من الطبيعة وما نعتبره بيئة صناعية؛ ما عدا حالات نادرة تتناقص بسرعة مطردة، فلم تعُد هناك الكثير من البيئات الطبيعية التي تخلو من أثرٍ واضح للبشر، بل ويظن البعض أن البيئات الطبيعية الصرفة اندثرت تماماً.
سمح التطور التكنولوجي الذي حقّقه الجنس البشري باستغلال الموارد الطبيعية إلى أقصى الدرجات، كما ساعد في التخفيف من وطأة المخاطر التي هدَّدتِ الطبيعةُ الإنسانَ بها، على أن مصير الحضارة الإنسانية يبقى دائمًا مقترنًا بالبيئة والطبيعة. يتصل استخدام الكنولوجيا بدائرة حتميةٍ طويلة مع انحطاط البيئة، واستغرق العلماء وقتاً طويلاً لفهم هذه العلاقة وتداعياتها، ومن أكبر التهديدات التي يلحقها الإنسان بالطبيعة التلوث وإزالة الغابات وتدمير البيئة والكوارث البيئية مثل تسرب النفط، وساهم البشر في انقراض عددٍ هائلٍ من النباتات والحيوانات. ويستغلّ البشر الطبيعة لسببين أساسيَّين، هُمَا التمتع بالرّفاه والمنفعة الاقتصادية، فما يزال البحث عن الموارد الطبيعة لاستغلالها دافعاً أساسياً لعجلة الاقتصادي العالمي. ويمارسُ الكثير من الناس أنشطةً مثل الصيد البري والبحري لنيل قوتهم أو الاستمتاع بأوقات فراغهم.
عرف الإنسان الزراعة لأول مرة في نحو الألفية التاسعة قبل الميلاد. وقد جمع الإنسان منذ فجر النباتات التي لم يقم هو بزراعتها من أجل أن يحصل على الطعام، واستغلَّها كذلك لخصائصها الطبية، لكن جُلَّ الاستخدام البشري للنباتات في العصر الحديث هو الزراعة. واستدعت الزراعة، بسبب المساحات الواسعة التي تحتاجها، إلى إزالة أقسامٍ شاسعةٍ من الغابات والمستنقعات؛ ونتجَ عنه تدمير بيئات الكثير من الحيوانات والنباتات وتعرية التربة في موائلها.

### البراري

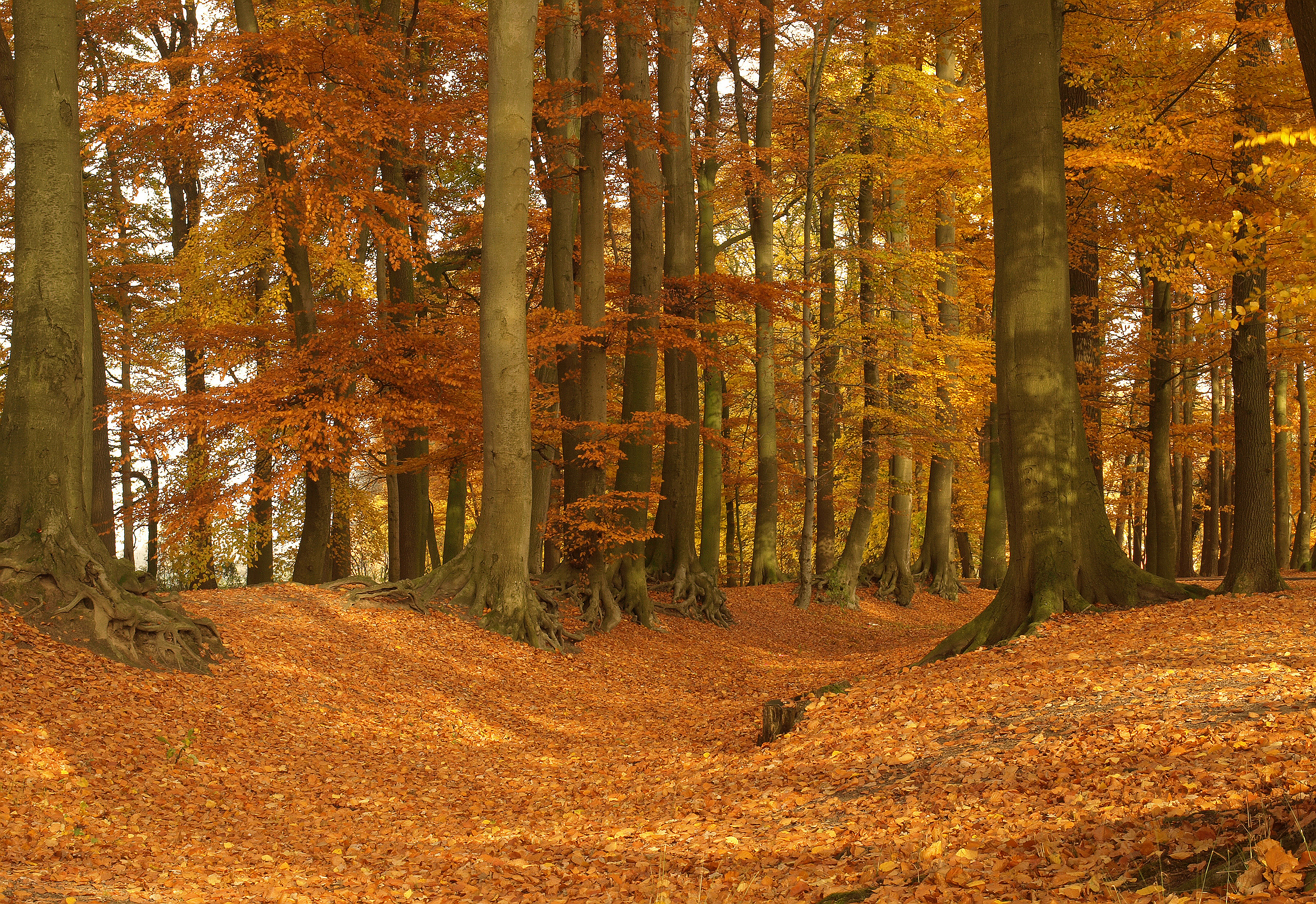
غابة من شجر الزّان قرب مدينة آهاوس الألمانية.

تُعرَّف البراري بوجه عام بأنها البيئات الطبيعية التي لم تمسّها يد الإنسان أو لم تترك فيها تغييراً عظيماً. وتُعرِّف مؤسسة وايلد البراري بتفصيلٍ أكثر: "البراري هي المناطق الطبيعية على كوكب الأرض المحتفظة بصفاتها الطبيعية والتي لم تغيير خصائصها، ومنها البقاع البرية الحقيقية التي لا يتلاعبُ بها الإنسان وليم تمتد إليها مظاهر حياته من الطرق وخطوط الأنابيب وغيرها من مقومات البنية التحتية الصناعية. وتعتبر المحميات الطبيعية والمتنزهات المراقبة ضرورية جداً في الحفاظ على الأنواع الحية والمهددة بالانقراض، وكذلك من أجل دراسات العلوم البيئية وحفظ الموائل الطبيعية، وكما أنها نافعةٌ لمن يريد الاختلاء بنفسه بعيدًا عن الآخرين أو الاستجمام. وتكتسب الحياة البرية أهميتها لأسباب ثقافية وروحية وأخلاقية وجمالية، ويعتقد بعض الكتاب الذين يؤمنون بالمذهب الطبيعي الواقعي أن مناطق الحياة البرية في غاية الأهمية بالنسبة للروح البشرية وقدرتها على الإبداع. أما علماء البيئة فيعتقدون أن مناطق الحياة البرية مكون أساسي للنظام البيئي الطبيعي القادر على البقاء، والتي يستحيلُ استنساخها في حدائق الحيوان والمشاتل والمخابر. واشتُقَّت كلمة "الحياة البرية" من مفهوم "البرية"؛ بمعنى ما لا يسيطر عليه الإنسان. ووفقًَا لهذا الرأي، تكون الحالة البرية الطبيعية للمكان هي ما تجعله مكانًا فيه حياة برية. ومجرد وجود البشر أو النشاط البشري لا يخلع صفة "البرية" عن منطقة ما، فالعديد من الأنظمة البيئية التي سكنها الإنسان (أو التي كان يسكنها) قد تظل "برية".

### الجمال

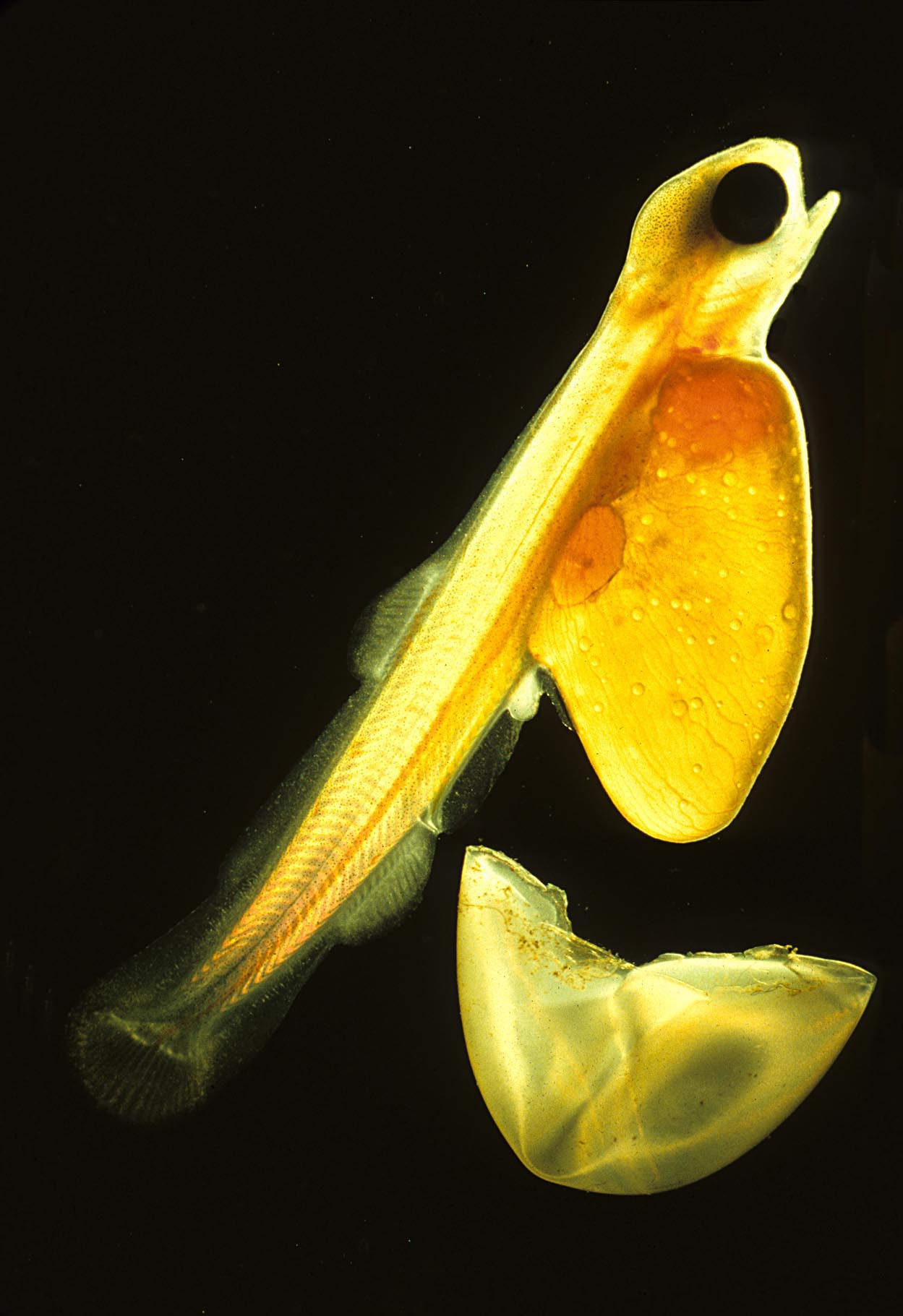
صغار سمك السالمون أثناء فقس البيض، وأصل الكلمة اللاتينية "natura" (طبيعة) هو "natus" من "nasci" (ومعناها: أن يولد).

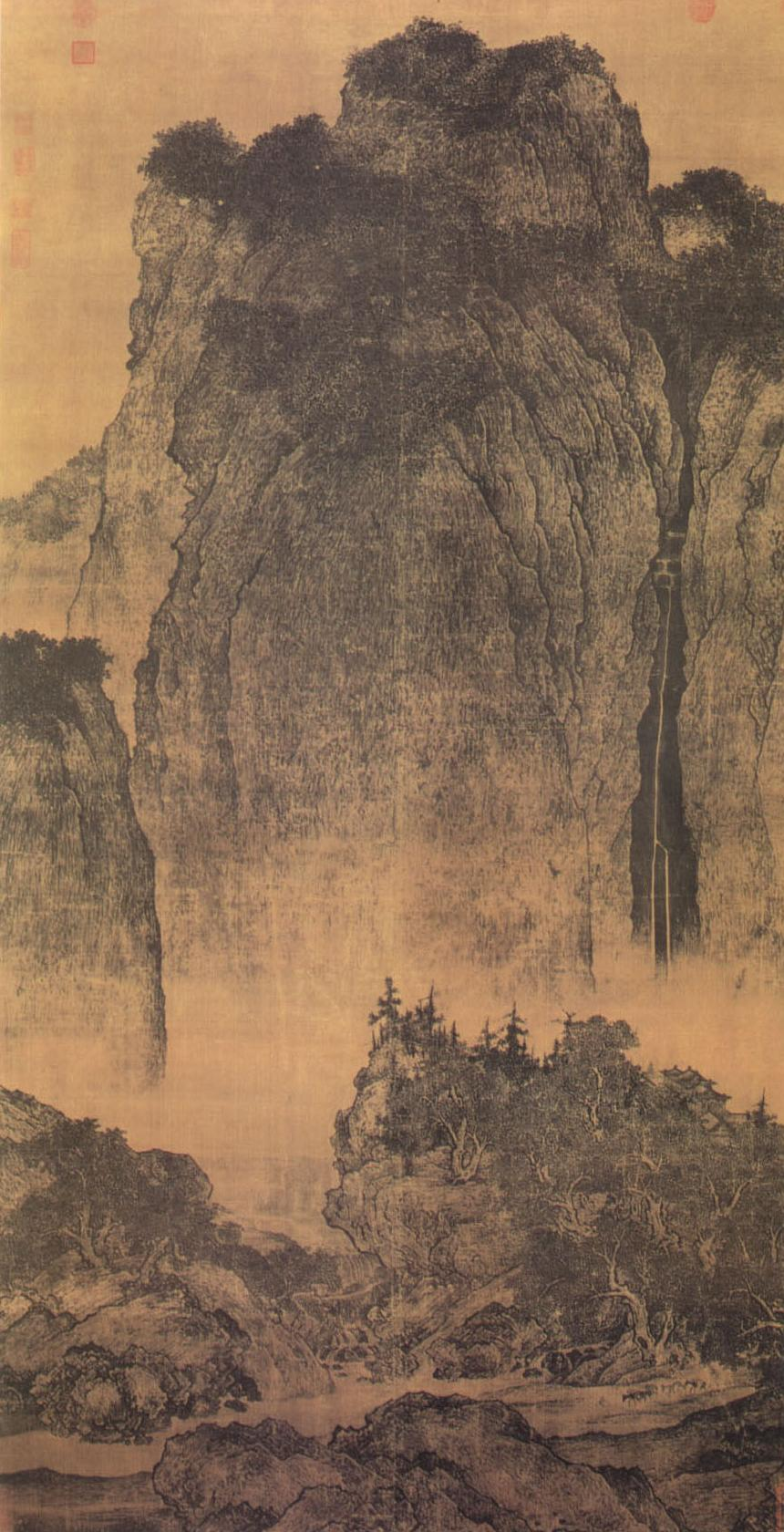
لوحة لأحد الفنانين المنتمين لعصر سلالة سونج الحاكمة، وهو الفنان فان كوان (الذي عاش تقريبًا في الفترة ما بين عامي 970 و1020).

دائمًا ما كان الجمال في الطبيعة فكرة مشتركة في الحياة وفي الفن، إذ تكثرُ الكتب التي تتغنّى بجمال الطبيعة وسحرها، وقد صُوِّرت الطبيعة والاحتفاء بها في الكثير الفنون والصور الفوتوغرافية وكذلك في الشعر والصور الأدبية الأخرى؛ الأمر الذي يدل على الرابطة القوية التي يربط بها الناس بين الطبيعة والجمال. ويختص علم الجمال - وهو أحد فروع الفلسفة - بدراسة أسباب وتفاصيل الترافق بين الطبيعة والجمال. على أن آراء الفلاسفة بموضوع الجمال وكيفية تعريفه لا تحصى، إن غضضنا النظر عن سماتٍ معدودةٍ اتفقوا عليها، وعندما ننظر إلى الطبيعة من عدسات الفنون التصويرية نجد أنها هي والبرية كانت موضوعات مهمة في العديد من العصور في تاريخ البشرية، ونجد أن فن التصوير الطبيعي قد بدأ في الصين منذ عهد سلالة تانغ الحاكمة (في الفترة ما بين عامي 618 و907)، بل وأصبح تقديم الطبيعة في صورتها الحقيقية واحدًا من أهداف الرسم الصيني كما كان له أثره الملحوظ في الفن الآسيوي. وكان الفنانون يرسمون الجبال والأنهار «من منظور كلي للطبيعة وعلى أساس فهمهم لقوانينها، كما لو كان أحد الطيور هو من يرى هذه الصورة»، وكان رأي الفنان شي إيرجي في القرن الثالث عشر (وهو من سلاسة تانغ كذلك) أن ثمة اثني عشر موضوعاً يجب أن يجتنبها الفنان عند الرسم هي «المناظر التي يوجد فيها أماكن تعذر وصول الطبيعة إليها.» 
وقد حظيت فكرة البرية بقيمة حقيقية في العالم الغربي في مستهل القرن التاسع عشر، وخصوصًا في أعمال فناني المدرسة الرومانسية، فصبَّ الفنانان البريطانيان جون كونستابل وجيه إم دبليو تيرنراهتمامهما على تصوير جمال الطبيعة في لوحاتهما، وقبلهما كانت معظم رسوم اللوحات تصور قصصاً دينية أو أشخاصاً معروفين. وتعرض الشاعر ويليام ووردزوورث في قصائده لوصف عجائب الطبيعة التي اعتبرها أبناء عصره خطراً يهدّد الإنسان، وأمسى تقدير الطبيعة بعد ذلك أحد الجوانب المهمة في الحضارة الغربية. وتزامنت هذه الحركة الفنية مع الفلسفة المتعالية في العالم الغربي (وهي حركة فكرية شملت الدين والأدب والحضارة)، وكان ذلك من بداية القرن التاسع عشر وحتى منتصفه، وانضمَّ إليهم العديد من العلماء الذين قاموا بدراسة الطبيعة بطرق تتسم بدقة وتنظيم أكثر واقتنعوا بجمالها. فنجد أن عالم الرياضيات الفرنسي هنري بوانكاريه (الذي ولد في عام 1854 وتوفي في عام 1912) قد قال:
وتتطرق إحدى الأفكار الرائجة تاريخياً عن الفن الجميل لما يعرف باسم المحاكاة؛ فمن الأفكار الكلاسيكية عن الفن أن الفن الجميل هو محاكاة أو تقليد الطبيعة، كما أن جمال الطبيعة من وجهة نظر الفكر يعزى إلى التناسق الرياضي المثالي في أنماط الطبيعة وما يرمزُ له من كمال.

## المادة والطاقة

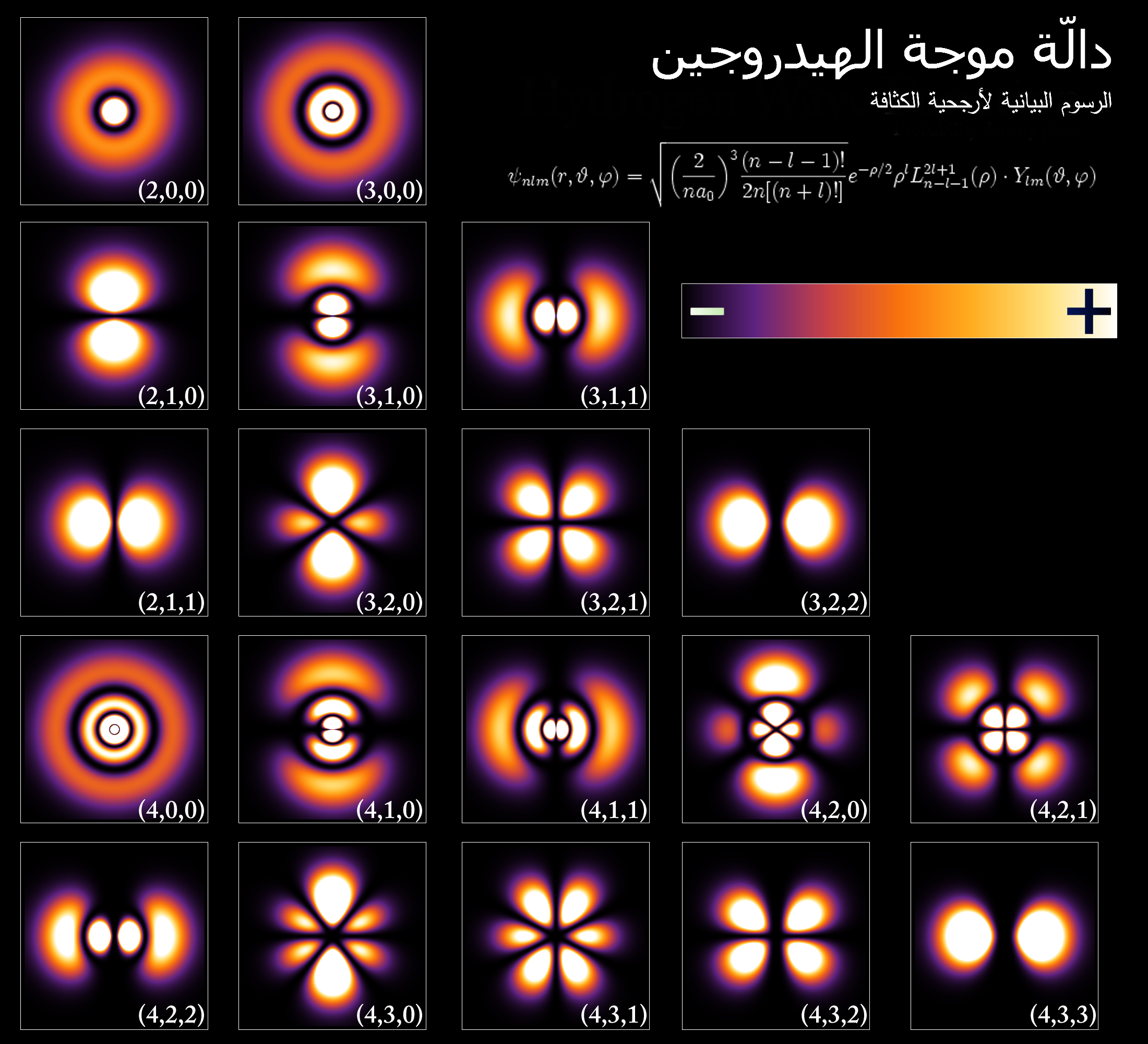
المدارات الإليكترونية القليلة الأولي في ذرة الهيدروجين وهي تظهر في مقطع عرضي بأكثر من لون لتعبر عن الكثافة المتوقعة لكل منها.

تعتبر بعض مجالات العلوم أن الطبيعة عبارة عن مادة في حالة حركة وفقًا لقوانين طبيعية معينة يحاول العلم أن يفهمها. ولهذا السبب، يعتبر أكثر العلوم أهمية هو علم الفيزياء؛ والاسم الذي لا يزال معناه يحمل دلالة دراسة الطبيعة.
ويمكن تعريف المادة - بوجه عام - بإنها الجوهر الذي تتكون منه الأشياء الطبيعية. ولهذا، يتكون الكون المشاهد من المادة. ويعتقد أن المكونات المرئية من الكون تتكون فقط من نسبة أربعة بالمائة من مجموع مكوناته الكلي. أما الباقي، فيتألف من ثلاثة وعشرين بالمائة من المادة المظلمة الباردة وثلاثة وسبعين بالمائة من الطاقة المظلمة. ولا تزال الطبيعة المحددة لهذه المكونات غير معروفة وهي قيد الفحص المكثف في الوقت الحالي بواسطة علماء الفيزياء.
ويبدو أن سلوك المادة والطاقة في العالم المشاهد يتبع قوانين طبيعية (قانون طبيعي) محددة بدقة. وقد تم توظيف هذه القوانين من أجل وضع نماذج كونية تشرح بنجاح تركيب وتطور الكون الذي نراه. ويتم توظيف التعبيرات الرياضية لقوانين الفيزياء لوضع مجموعة تتكون من عشرين من الثوابت الفيزيائية  تبدو ثابتة في كل مكان في الكون المشاهد. وقد تم قياس قيمة هذه الثوابت بعناية، ولكن يظل السبب الكامن وراء قيمهم المحددة لغزًا.

## الطبيعة خارج الأرض

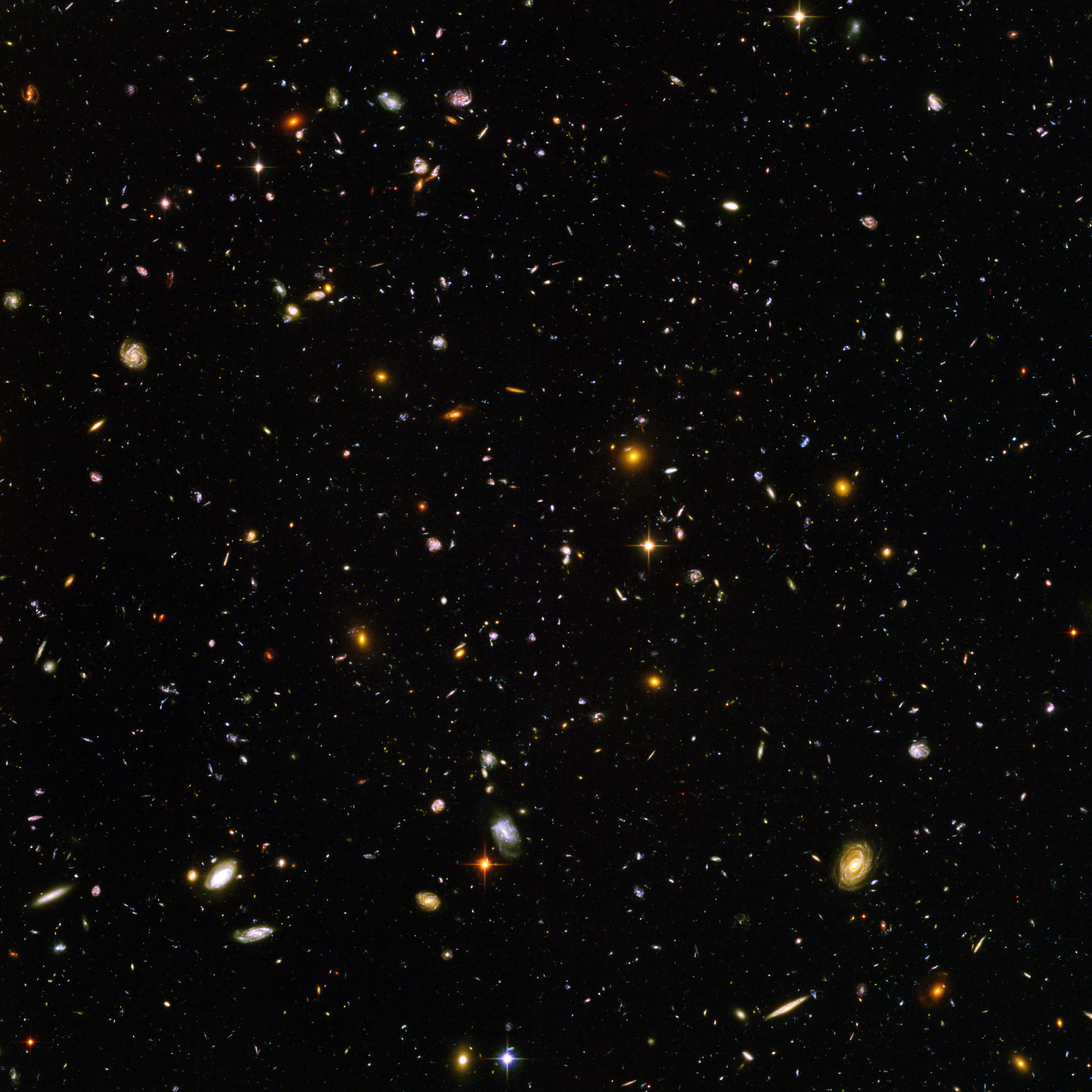
صورة لمنطقة في الفضاء الخارجي التقطت من مرصد هابل الفضائي؛ وهي أعمق الصور المضيئة التي يمكن رؤيتها. وتحتوي الصورة على ما يقرب من عشرة آلاف مجرة في رقعة صغيرة من السماء تقدر مساحتها بواحد على عشرة من قطر القمر الكامل.

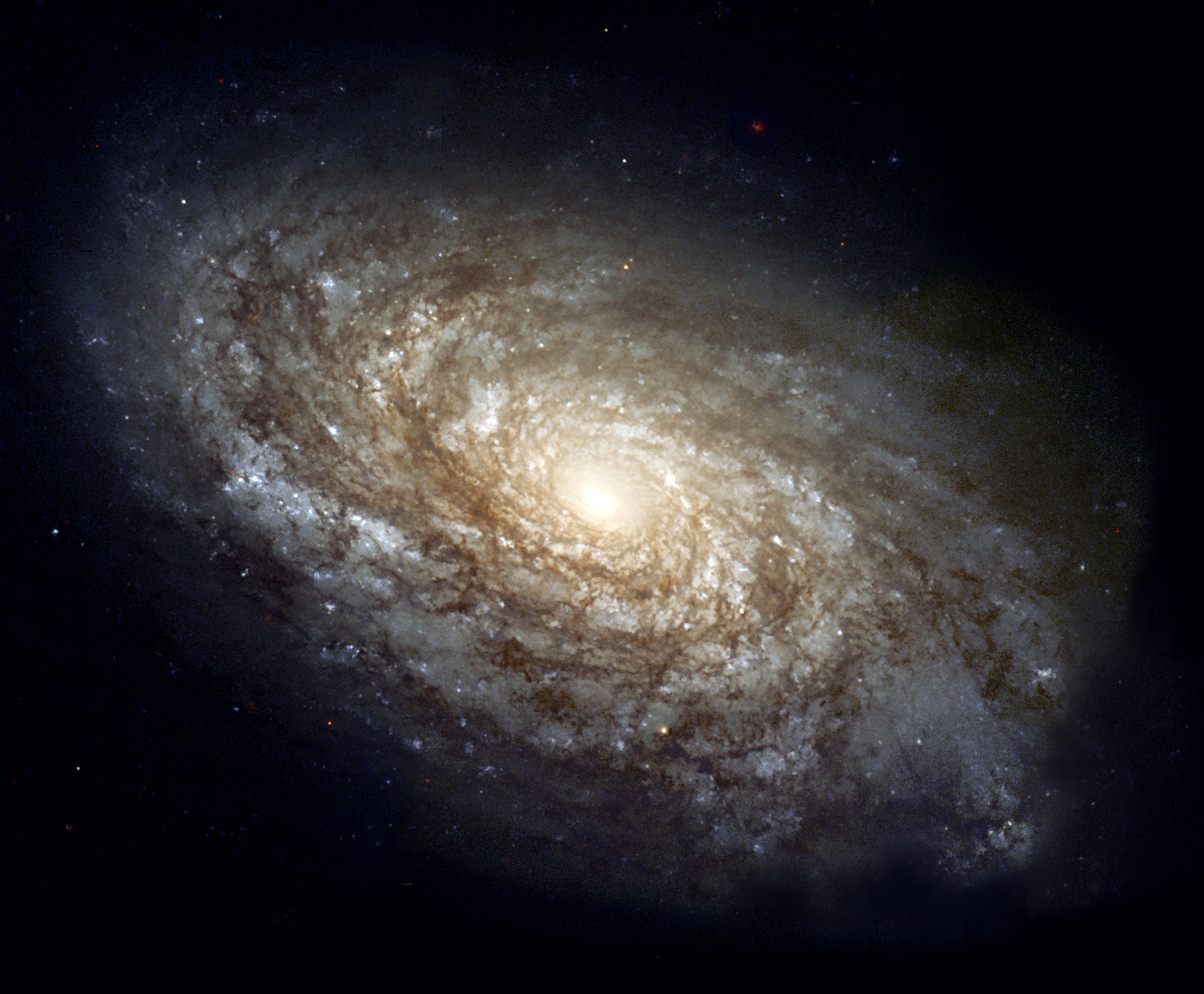
NGC 4414 هي مجرة حلزونية في كوكبة الهلبة؛ وهي واحدة من المجموعات النجمية (الكوكبات)، ويبلغ قطرها حوالي ستة وخمسين ألف سنة ضوئية، وتفصلها عن الأرض حوالي ستين مليون سنة ضوئية.

يشير مصطلح الفضاء الخارجي أو الفضاء إلى سائر الكون وما فيه من مساحات خالية تقريباً خارج الأغلفة الجوية للأجرام السماوية (للأرض وغيرها من الكواكب والنجوم). ولا يوجد فاصل واضح للتمييز بين غلاف الأرض الجوي والفضاء الخارجي، فالحاجزُ بينهما يختفي بالتدريج مع الابتعاد عن سطح الأرض دون علامةٍ فارقةٍ واضحة، وأما الفضاء الذي تقعُ فيه المجموعة الشمسية فيطلق عليه اسم الفضاء الكوكبي، وهو يفضي الفضاء النجمي؛ (أي الفضاء الذي يفصلُ نجوم المجرَّة الواحدة عن بعضها)، وتُسمَّى الحدود بين الفضائيَّين الكوكبي والنجمي حافة الغلاف الشمسي.
ومن المؤكد أن الفضاء الخارجي فسيحٌ للغاية، ولكنه ليس فارغاً أبداً، إذ تتناثر فيه جزيئات عضوية كثيرة اكتشفت بدراسة انبعاثات موجات المايكرويف وإشعاعات الأجسام السوداء (أو الخلفية الميكروية الكونية) التي خلَّفها الانفجار العظيم منذ نشأة الكون، إضافةً إلى الأشعة الكونية التي تحتوي نويات ذرية متأينة وجسيمات دون ذرية كثيرة. وتوجد أيضًا بعض الغازات والبلازما والغبار والنيازك الضئيلة في الفضاء. وقد ترك لإنسان آثارًا تدل على وصوله للفضاء الخارجي، مثل مخلَّفات ومهملات الجولات الاستكشافية السابقة للبشر (وهي الآن تهدد سلامة المركبات الفضائية)، وبعض هذه المخلفات الفضائية تعاود دخول الغلاف الجوي للأرض بين الفينة والأخرى.
الأرض هي الجرم الوحيد المعروف في المجموعة الشمسية الذي تسمحُ ظروفه بالحياة، إلا أن الأدلة الحديثة ترجح أن كوكب المريخ كان مُغطّى في الماضي بمسطّحات مائية، بل ومن المحتمل أن سبل الحياة قد توفَّرت على سطحه لفترة قصيرة في الماضي، إلا أن معظم الماء المتبقي على سطح المريخ غدا متجمداً. وإذ وجدت فوق سطح المريخ في الماضي أو الحاضر فالغالب أنها تحت سطحه، حيث ما تزال المياه موجودة في صورتها السائلة.
ويبدو أن الظروف على الكواكب الصخرية الأخرى (أي ذات السطح الصلب)، وهي عطارد والزهرة، كانت من القسوة بحيث أنها لم تترك فرصةً للحياة عليها. لكن يتوقَّع البعض أن أوروبا (وهو قمر يتبعُ كوكب المشترى ويحتل المرتبة الرابعة بين أقمار الكوكب في حجمه) قد يحتوي محيطاً سائلاً تحت سطحه، وقد تكون الظروف عليه سانحةً لنشأة الحياة.
في السنوات الأخيرة، اكتشف علماء الفلك كواكب خارج النظام الشمسي نظيرةً للأرض في ظروفها، أي أنها كواكب صخرية ذات سطح صلبٍ وتقع ضمن النطاق الصالح للحياة حول نجمها، ممَّا يعني أن ظروفها البيئية قد تدعمُ نشأة حياةٍ مماثلةٍ بطبيعتها للحياة على الأرض. وقد اكتشف في سنة 2007 فريق عمل من جامعة جنيف بسويسرا كوكباً اسمه غليزا 581c؛ وهو يدور في فلك نجم قزم أحمر، وهو يقعُ كذلك في النطاق الصالح للحياة.

## اقرأ أيضًا
علوم:
- التاريخ الطبيعي
- العلوم الطبيعية

فلسفة:
- الطبيعة الأم
- الطبعية في الفلسفة
- الفلسفة الطبيعانية: وهي تصفُ مواقف فلسفية متعددة لا تضعُ فرقاً بين الطبيعة وما هو فوق طبيعي؛[78] وهي متحدّرة عن فلسفة المذهب المادي والبراغماتي. ومن مذاهبها الطبيعية المنهجية الخاصة بالعلوم الطبيعية؛ والتي تضعُ فرضية منهجية مفادُها أن كلّ ما يمكنُ رصده في الطبيعة يمكن تفسيره في ضوء أسباب طبيعية، دون افتراضات خارجة عن نطاقها.